# 武器

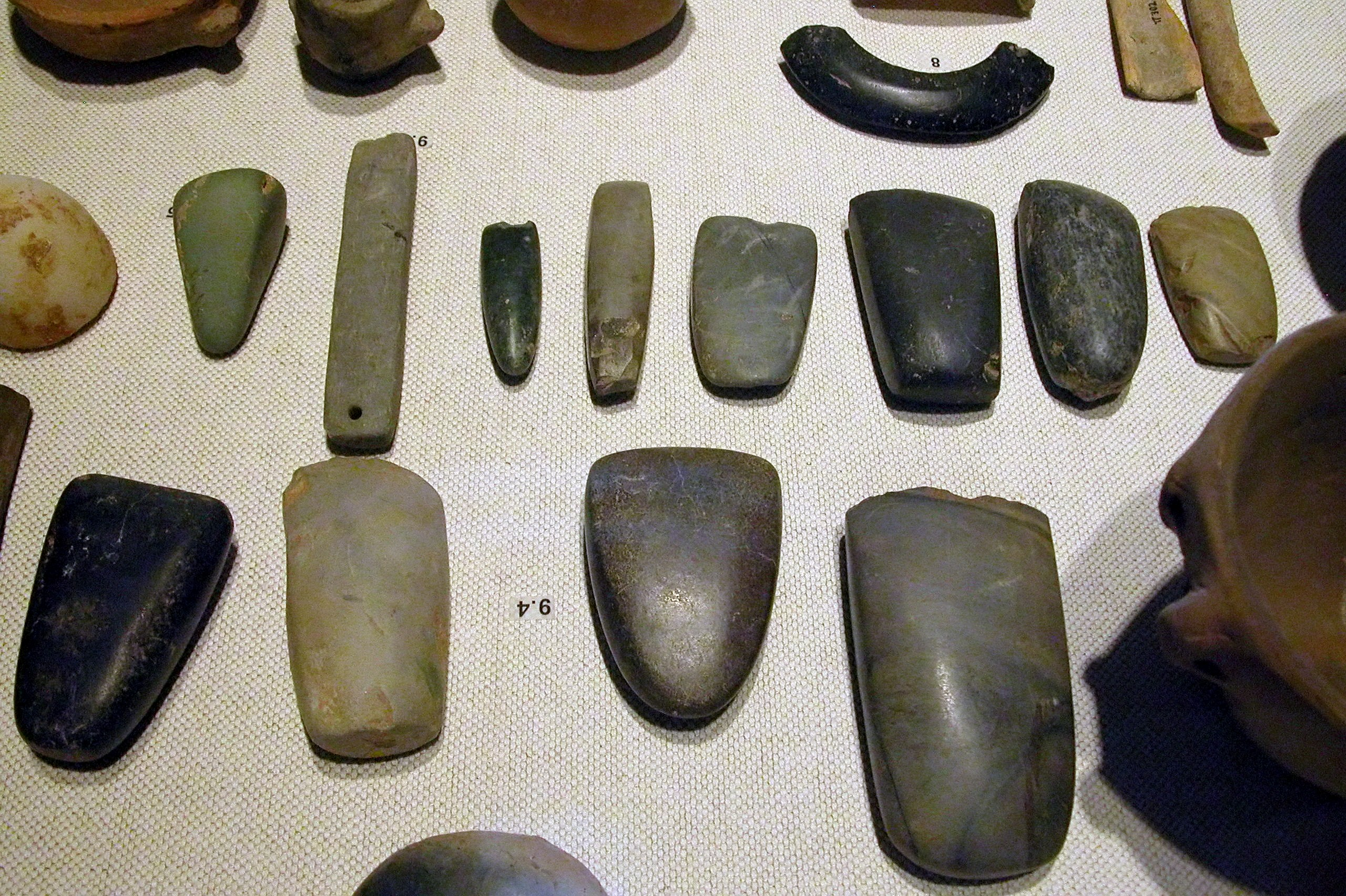
古代の石器。大きなものは、石斧として用いられたと考えられている。

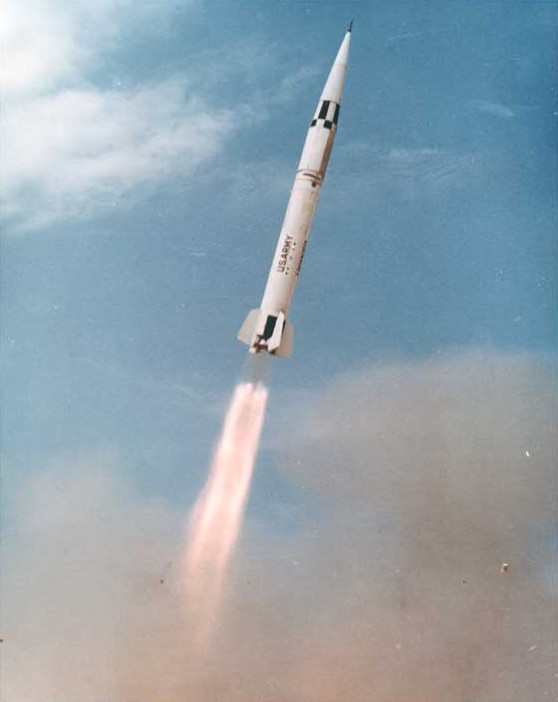
飛行中のMGM-29A短距離弾道ミサイル

武器（ぶき、英: weapon, arms、ラテン語: arma アルマ）は、戦闘に用いる道具や器具の総称である。
広義では、戦争や軍隊で用いる兵器や武装、さらには人員・物資までも含めて「武器」とよぶ場合や、人間や動物がもつ社会競争で有効な長所や生き残りの手段を「武器」と比喩表現することまで含める場合もある（例：「逃げ足の速さが武器」「豊富な知識が武器」「コネクションの広さが武器」、など）。
武器は殺傷、破壊、無力化を元来の目的として攻撃能力を有する道具で、これらを背景に警告、威嚇、抑止力にも用いられる。主な用途は戦闘だが、それらを模して行われるスポーツ競技や演劇用の模造品・玩具がある。
人が手にして攻撃に用いれば様々な道具や物体が武器となる。握りやすくある程度の重みがあり武器としての使用に適するため、「柄のあるもの」、つまりは斧や銛（もり）、鎌（かま）、鎚（つち）のような農・工具、狩猟道具類は武器としての使用や転用がたやすく、それらから本格的な武器へと発展するものもあった。ダーク（短剣の一種）のように、非常時での武器としての使用を意図した道具もあり、武器と道具の関係は深い。
英語では「weapon ウェポン」「arms アームズ」と呼び、中国語では武器の他「兵器」（へいき）「器械」（きかい）と呼んでいる。それぞれの指す意味は日本語の狭義の「武器」と同一ではない。
武器の強弱はしばしば話題になるが、状況の変化によって長所が短所となりえるため「全てにおいて優れる」武器は存在しない。例えば槍の長所である「長さ」は、閉所には持ち込みすらできない、持ち込めたとしても十分には振り回せずに「短所」となる。破壊力の高い銃も弾薬の補給が滞れば本来の能力を発揮できず、またこのような銃は近距離では使えないものも多い。また複合武器の欠点は、複雑なため使いこなすには長期間の訓練が必要なこと、多目的武器は、どの用途に使っても専門の武器には及ばないことが上げられる。
そういった武器の構成要素として長さ・射程、重量、威力、速度・連射力、操作性などが問題となり、さらに軍での運用視点から見ると、操作に必要な熟練度、調達コスト、生産性、信頼度、耐久性、携帯性といった要素も問われる。隠密性を求める特殊な武器も存在する。それら長所や短所は、他の武器や兵科との組み合わせ、操法や戦術の工夫によってある程度補われる。
武器はその能力以外に民族や権力の象徴のような特別な意味を持つ場合がある。儀礼に用いる武器のほか、職権を示す職杖や魔よけなどがある。高度な製造技術を利用した武器は多く、財産的価値を持つものも多い。また装飾とは別に武器が持つ一種の機能美に美術的価値が見出される。

## 武器のエネルギー
武器に限らず、道具が効果を発揮するにはエネルギーが必要である。まず一つは動作を行うエネルギー源であり、もう一つが攻撃対象に作用するエネルギーである。武器の多くが対象へ物体を衝突させる運動エネルギーによる攻撃方法をとる。
人間の力をエネルギー源とする武器は、使用のたびにエネルギーを失う（疲労する）。これに対し、化学エネルギーをエネルギー源とした武器は、基本的に人力よりも大きなエネルギーを得ることができ、弾薬やバッテリーの交換によりエネルギーの回復が容易である。

### 運動エネルギー
前述の通り多くの武器が運動エネルギーによる攻撃、つまり物体を運動させ対象へと衝突させる攻撃を行う。
運動エネルギーは質量に比例し、速度（角速度）の2乗に比例する。
運動エネルギーを保持した武器は対象へと食い込み、構造を物理的に破壊する。
棍棒などの打撃武器は衝撃を対象内部へと浸透させて構造を破壊する仕組みをもつ。
鉄や青銅のような、硬く靱性（粘り）があり強度の高い材質は変形しにくく堅牢なため武器に向く。
硬さはあるが粘りがない材質（石やガラス）は武器に成形しても自壊してエネルギーを逃がしてしまうため、武器には不向きといえる。ただし投射武器としては優秀な物となることがある。即席の打撃武器としても通用しやすく、また鋭利な刃物としても使うこともできるが、長くは維持できない（使用するたび切断力が落ちる）ため、あまり実用性はない。
これらの武器では、運動エネルギーを小さな断面積に集中させ、より大きな効果を得る構造をもつ。
メイスの出縁や槍の穂先は点に、刀剣は線に集中させる構造といえる。

### 人力

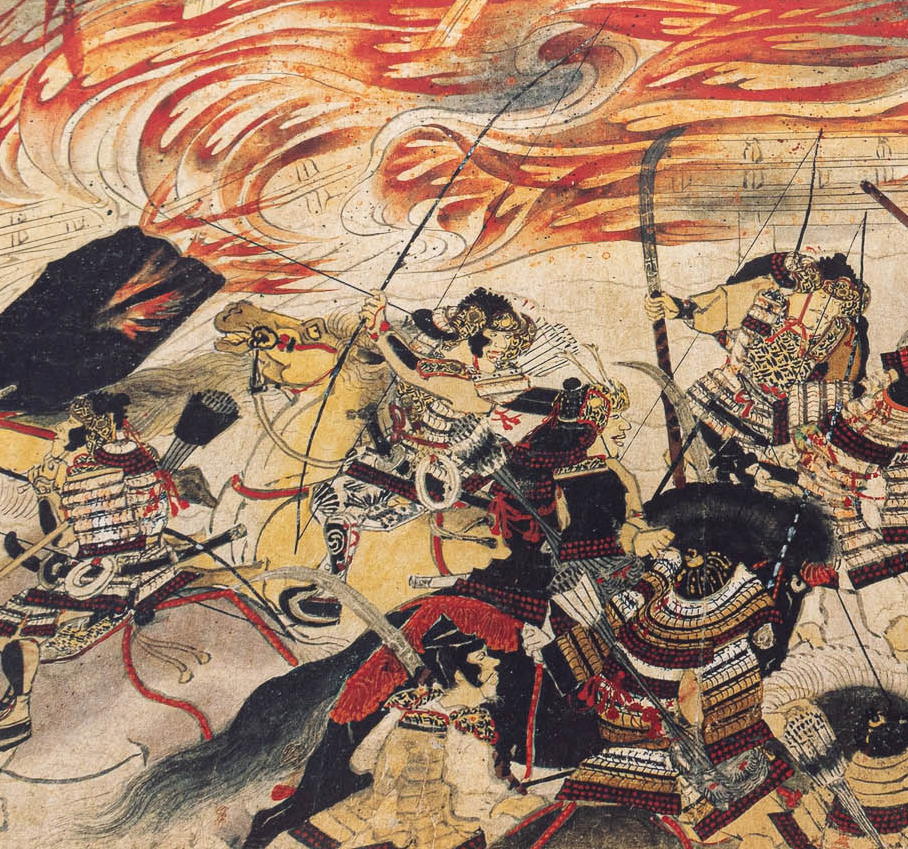
『平治物語絵巻』（ボストン美術館蔵）に描かれた鎌倉時代の武士。薙刀で戦っている。

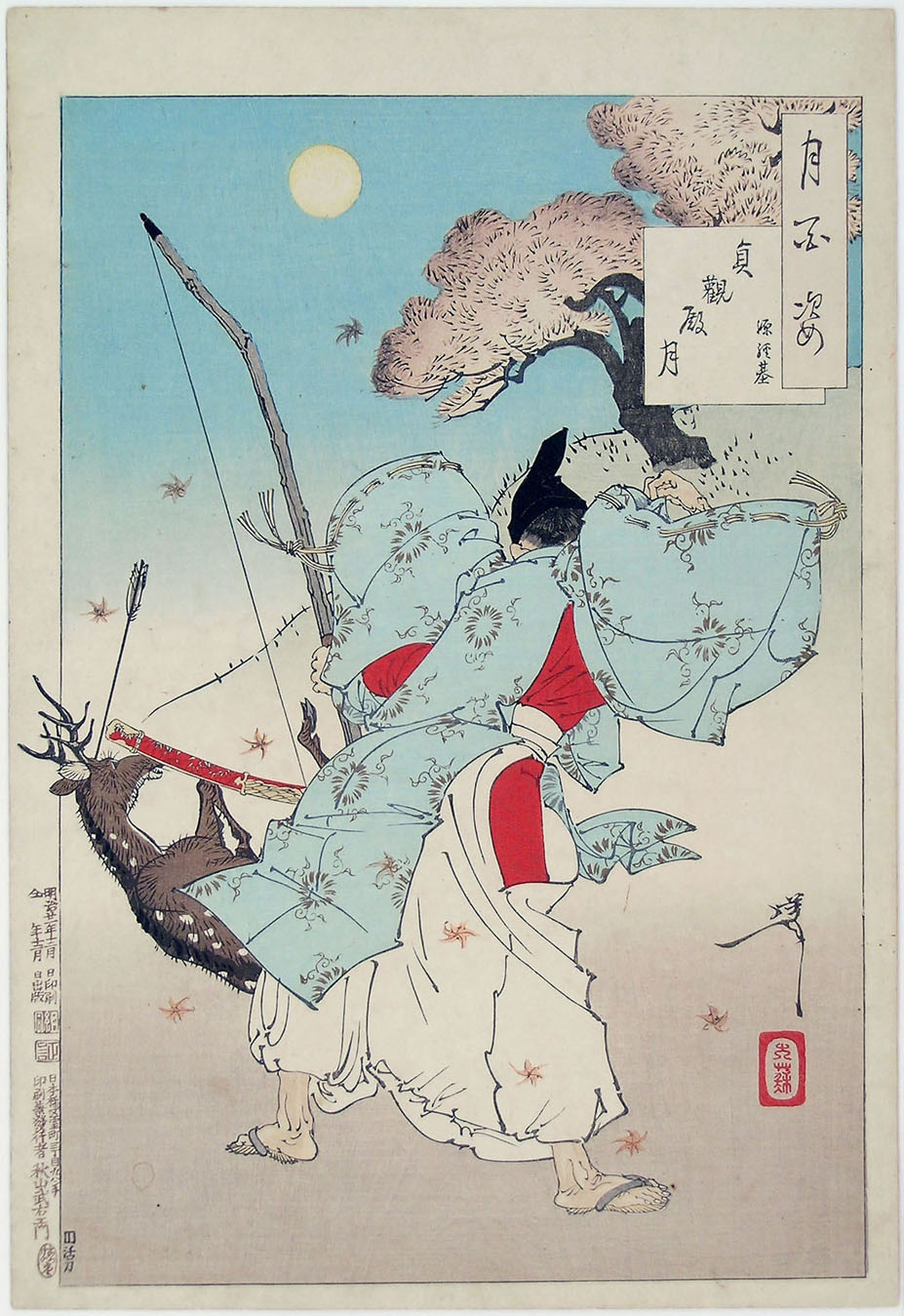
弓で鹿を仕留める源経基を描いた『貞観殿月』（月岡芳年「月百姿」）

伝統的武器のほとんどは人間の力をエネルギー源として武器を運動させる。多くは体やひじ・手を軸とした回転運動で、てこの働きにより大きな力となる。長い武器は回転半径が長くなるため効果もまた大きなものとなる。棍棒や剣を「振るう」動作はこの回転運動を利用する攻撃方法といえる。
これに対し、槍などの「突く」動作は「振るう」動作に比べると回転が小さく、動作から生まれるエネルギーは小さい。しかし、使用者もしくは攻撃対象の直線運動を効率よく加えることが可能となっている。
騎兵の槍での突撃と、騎兵に対する槍での防御を思い浮かべるとわかりやすい。また突く動作は動作が小さく「点」での攻撃のため防御されにくいという利点もある。また一点に力が集中するため、エネルギー自体は小さくてもあまり問題はない。
これら伝統的な武器は、単純に言えば、重く硬く長い武器を高速で運動させれば強力な攻撃を行える。ただし、大型の武器はモーメントが大きくなるため扱い辛く、充分に広い場所が必要になり疲労もまた大きい。また安定した足場が必要になるものも多い。またこのような武器（射撃武器などにもいえる）はできる限り構造は単純に構成するほうが強力になりやすく、利点も多い（機械構造を持つナイフでボタン一つで三叉になるものがあったが実用性、信頼性ともに悪かった）。
また、伝統的な武器はその見た目から、その痛みを想像しやすいものが多く、相手に恐怖を与えることが射出武器などよりも容易であり、心理戦においてこれは絶大な効果を持つ。
弾性によって射撃する弓、空気によって矢を飛ばす吹き矢などもあるが、根本が人力であるため大きな変わりはない。
武術
このような自身の体や武器を効率よく操るための技術体系として発展したものが武術である。特に一つの武器に修練を絞ったものは、その武器の名を冠して「○○術」あるいは「○○道」と言った呼び名を与えられる。剣であれば剣道・剣術、槍であれば槍術などと日本ではこれらの（槍術の場合、上流階級が代々継承していることも多い。剣術の場合、“間合い”等の関係から全ての武術の基本と考えられているので、厳密には武器を持つほとんどの人も修練していることが多い。またこれら以外にも投石器や火縄銃等を習う武士もいた）。流派によっては武器の操法にとどまらず精神修練も含めて修練を納める流派や、技そのものを学び個別の武器の操法を重視しない流派もあり内容は様々である。
他にも色々な武術がある。代表的なものとして、柔術、水術（古式水泳）、砲術、組討術など。
投射する武器では、射出あるいは投擲した後のコントロールはできない。そのため精神的なものを除けば、構えや射出方法がその技術の大半を占めている。特に銃は射出方法も機械式であるため武術的な修練は成立しがたいと考えられている。銃を使用する武術としてはCQBやCQCで用いられる現代軍隊の近接戦闘術が近い。ただしCQCが行われる至近距離では銃器はむしろ使用されない。また銃を用いる銃剣術は銃と銃剣を用いた格闘術なので発砲をその技術に含んでいない。

### 火・燃焼

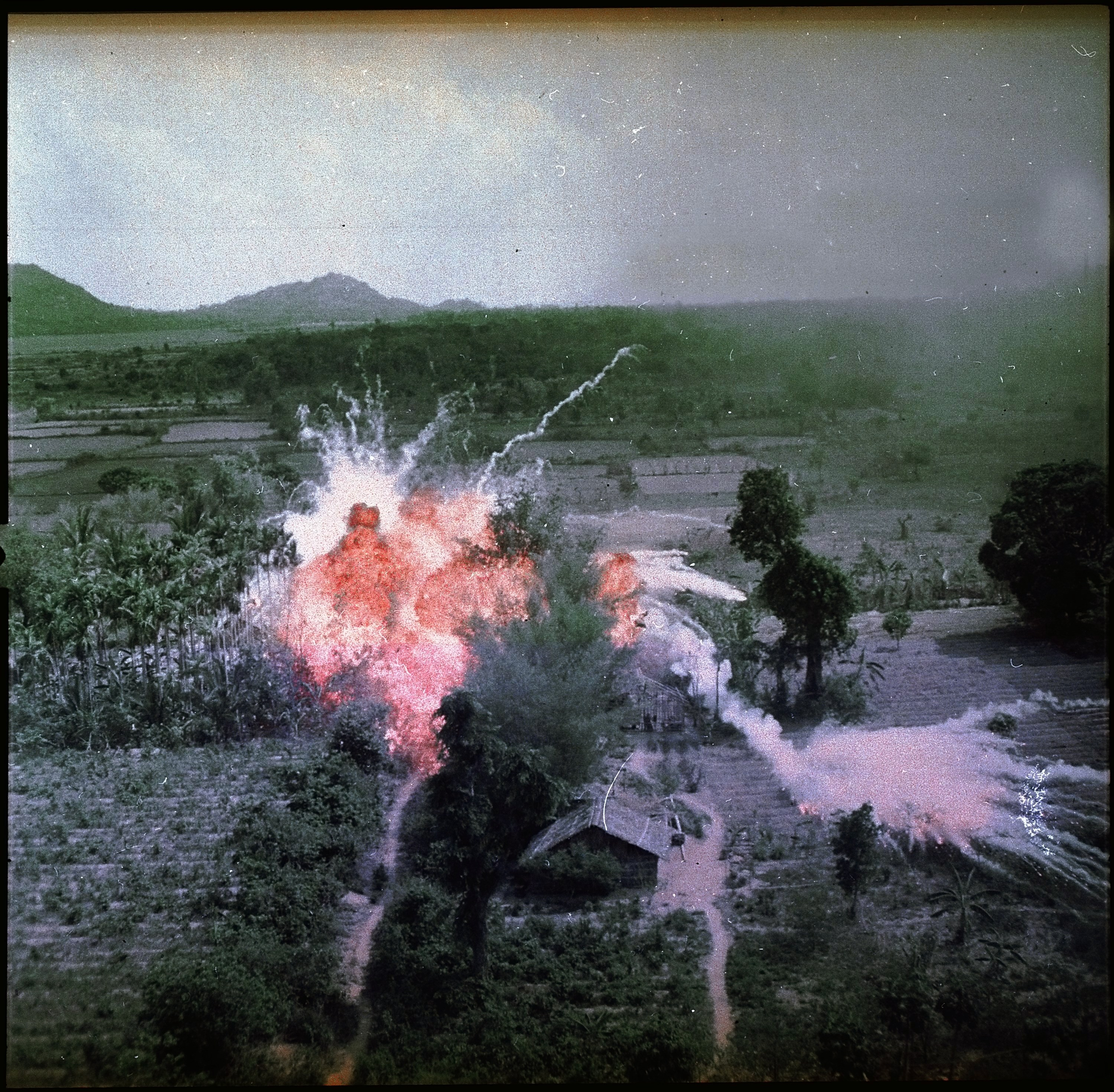
ベトナム戦争でナパーム弾を投下するアメリカ軍

熱エネルギーを燃焼する武器は人力以外では古い歴史を持つ代表的存在である。可燃物を延焼させる火の性質を利用するものと、燃焼によって生じるエネルギーを利用するものがある。
火炎・燃焼
人類の火の利用の歴史は古く、武器への利用もまた古代から行われていた。木製の建築物や船舶、陣地を焼き払うのに威力を発揮する火矢は広く世界で使われてきた。古くは可燃性の液体を用いたギリシア火薬、火薬を用いた焙烙玉があり、現代の火炎放射器や焼夷弾は、大規模な延焼のみならず酸素消費、発生する煙・ガスによる窒息効果をもたらす。ロケット兵器や爆弾では可燃性の炸薬や推進剤に、火をまき散らす副次効果をもたせたものがある。
爆発
燃焼による急速な気体膨張は爆発と呼ばれ、特に膨張速度が音速 (sonic) を超えるものは爆轟（ばくごう）と呼ばれ超音速 (supersonic) の衝撃波を伴う。特に爆轟は大きな破壊力と爆風を生み出し炸薬の量と質によっては大規模な破壊を起こす。弾頭に炸薬を充填し命中時に爆発するミサイルは現代の軍事において重要な役割を担っている。小規模な爆発を利用した武器も多く、爆弾や手榴弾、砲弾は衝撃と爆風を利用する。これに対し、破片手榴弾や指向性対人地雷は、爆発によって破片や弾丸に運動エネルギーをあたえ飛散物による攻撃を行う。
発射薬・推進薬
銃は火薬の燃焼によって発生する高圧のガス圧力によって、弾丸を運動させる（発射する）武器である。火箭やミサイル・ロケット弾は燃料によって飛翔体を推進させる武器で、これらの中には発射時の速度が遅さと安定度の低さを補うため、発射薬で撃ち出し初速を得るものがある。
特殊なものでは、燃焼によって発生する光や煙を利用するものがある。発煙弾や閃光弾・曳光弾はそれらにより、視界を遮ったり逆に目印とすることを目的としている。原始的な化学兵器も燃焼によって発生する有毒ガスや煙を利用したものであった。

### 電気
電気エネルギーは機械的な制御や発火装置などにも用いられるがここでは割愛する。電気エネルギーの大きな特徴の一つは、他のエネルギーとの交換が容易な点で、化学エネルギーとして電池などに蓄えられ、スイッチにより電気エネルギーが取り出され、さらに他のエネルギーへと変換される。
実際にレーザーなどの動力源として広く使用されている。エネルギー供給も容易でバッテリーや電池、発電機によって供給が可能である。
電気の性質を利用する武器ではスタンガンがある。対象に電極を当て高電圧かつ微弱な電流を送り込み、痛みとともに筋肉の痙攣を引き起こす。その形状は様々で携帯電話のような直方体型、ペンライト型、警棒型、電極を発射する銃型（テイザー）などがある。
電気エネルギーによって弾体を発射する銃や、電気エネルギー自体を発射する銃の発想は多く、理論までも確立されたものが殆どだが、技術的問題により実用化に至っているのは遊戯用の電動ガン程度である。

### 光線

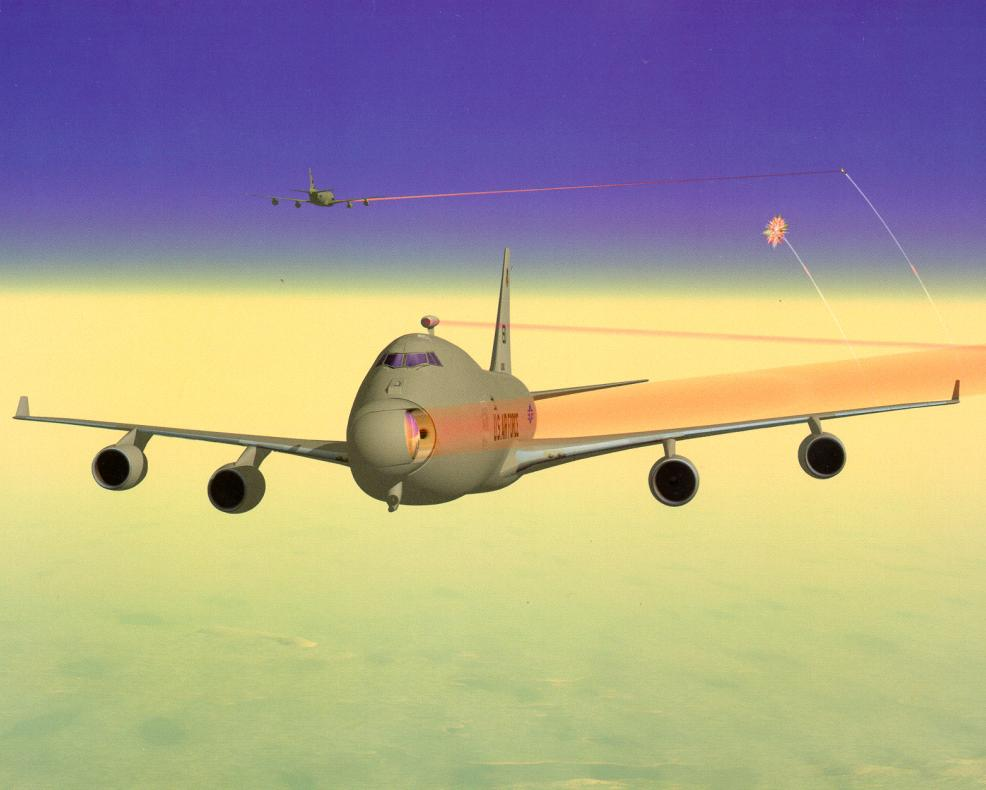
YAL-1Aによる弾道ミサイル撃墜の想像図

光や電磁波を投射する光線武器はSFではおなじみの武器である。現時点では光線を制御する技術が不十分で、強力な光線を発生させるエネルギーの供給が難しいため、実用的な武器としての利用は少なく大型兵器での実用化が模索されている程度である。光は直進する性質を利用した低出力のものが、競技用ビームライフルや遊戯用の光線銃や、銃の照準としてレーザーポインターに利用されている。
目潰しを目的とした最も強力なものに、目潰し用レーザー (Blinding Laser Weapon) がある。目の網膜を損傷させ回復不可能なダメージを与える恐れがある「非人道的武器」として、またテロリストにうってつけの武器といえるため、実用化以前の研究段階ながらジュネーブ協定によって使用が禁止されている。
目をくらませる目的では他に閃光手榴弾（しゅりゅうだん）などもある。
　また光線というよりも光そのものを武器とし、鏡による反射を利用した目潰しやかく乱、大鏡による着火を利用した兵器などは比較的古い時代から少数ながら存在する。

### 動物
騎兵、チャリオット、戦象、軍用犬などがある。
特殊な方法としては、確実性に欠けるが市街地を襲撃する際に、町から飛んできた鳥を重点的に捕まえて足に小さめの松明をくくり付けて放し巣に帰った所で巣に引火して、都合良く行けば家屋に火事（小火かできれば大火事）を狙い目標の混乱を誘い、突撃時の足がかりにする方法や、豚に火をつけて突進させる方法（en:war pig）、牛を野戦の陣地等に対し、前線突破の際、前列に布陣して強襲に使うなどがある。

### 毒物
生物兵器や化学兵器などがある。

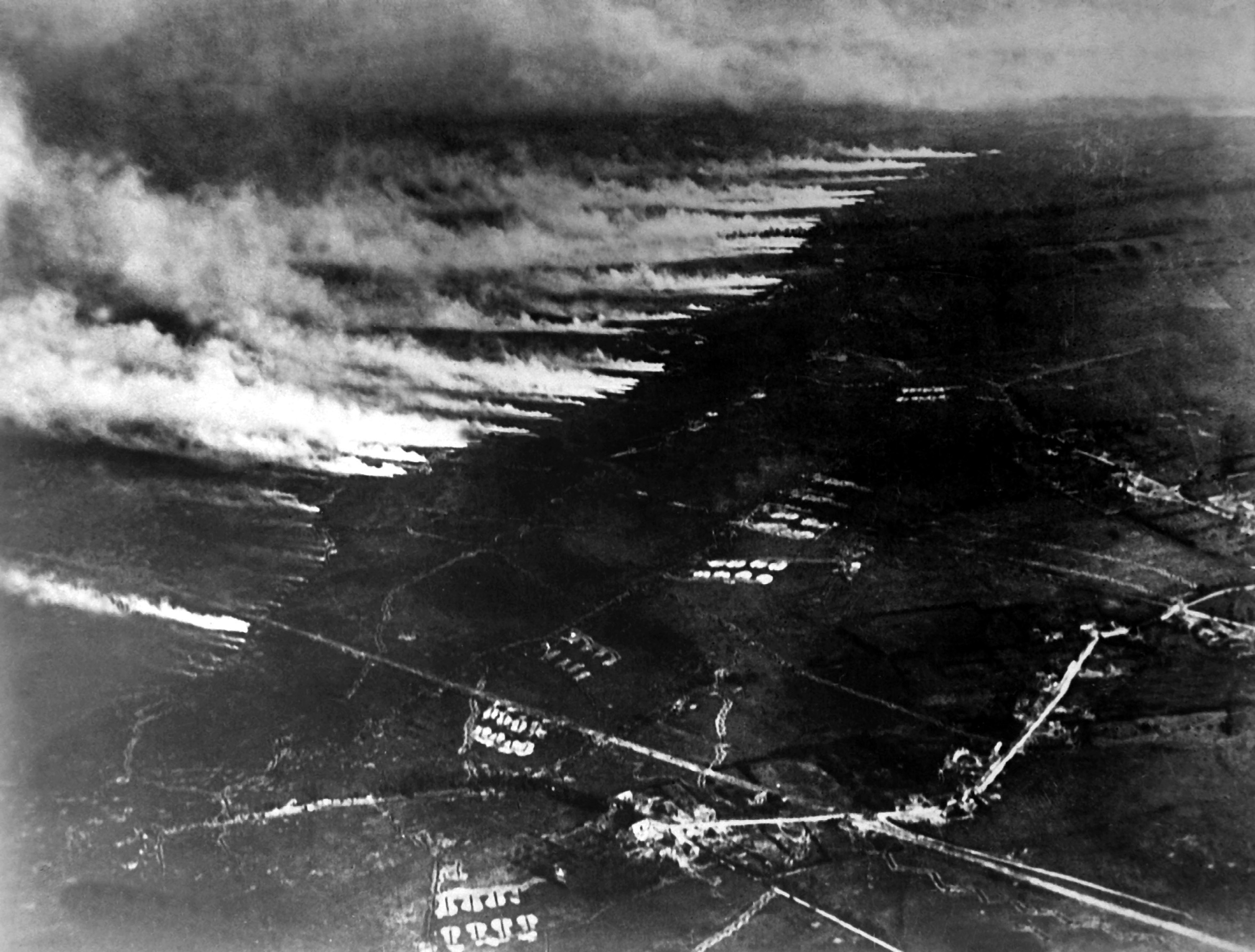
第一次世界大戦でのフランス軍による化学兵器使用。（1917年1月）

古くは、土器のツボに毒サソリや毒ヘビなどを詰め投石機（カタパルト）で跳ばすというものがあり、特に密集している部隊や、軍船や要塞などの密閉した空間に対し絶大な混乱作用が期待できた。中世には病気で死んだ動物を投石機で城内まで跳ばし、病原菌を充満させ敵兵士に感染させ戦力を低下させるのに使っていた。
毒やある種の化学物質は少量で人体に機能異常を引き起こす。生体へ効果を与えるメカニズムはそれぞれに異なり様々である。効果は嘔吐や、昏睡・麻痺程度から、炎症、腐食、死と幅広く、効果の発現時間や持続時間もまた様々である。ちなみに毒も化学物質の一種であるため、化学兵器と毒を区別する明確な基準はない。
主に毒はとげや刃に塗布し傷口から体内へ注入される。先史時代から矢毒として狩猟に使用されており、軍隊の矢じりや暗器に塗布され効果を発揮した。アルカロイド系毒物のトリカブトやキニーネ、クラーレが有名である。糞尿は傷口を化膿させる目的で毒として使用されることがある。
化学兵器は、効果が大規模で広範囲にわたるものや、科学的に成分を抽出したり合成したものである。史上最古の化学兵器は、紀元前429年に使用された石炭や硫黄を燃やし発生させた亜硫酸ガスとされている。従来の毒と異なり吸引や皮膚から体内へ侵入し効果を発揮し、ゴムを浸食する性質をもつものさえ存在する。必ずしもガス（気体）とは限らず、液体や固体を散布・飛散させて用いる化学兵器も存在する。
致死性はごく低いものの催涙弾、催涙スプレーなども化学兵器の一種といえる。
鉛には酵素の動きを阻害する作用があり、時として鉛中毒を引き起こす毒物として作用する。狩猟に使用した散弾による土壌汚染と、弾を飲み込んだ動物が死亡する事例が発生している。またそれらが食物連鎖によりヒトに蓄積される可能性があるため規制が議論されている。

### その他
ガス（気体）を圧縮し圧力で弾を発射する空気銃は遊戯・競技用、狩猟用が主だが、実戦で使用されたものもわずかに存在する。また、圧搾空気による迫撃砲も第一次世界大戦で使用された例がある。水を発射する水鉄砲は遊戯用として一般的な玩具である。
弾性エネルギーを用いた武器では
弓やパチンコ、銀玉鉄砲などがある。弾性体にエネルギーを蓄積（弓を引く、ばねを縮める）して矢や弾を発射する。
原子力エネルギーを用いた武器には原子爆弾、水素爆弾があり、威力ではデイビー・クロケットからツァーリ・ボンバまで幅広く存在する。広島・長崎で落とされた2つの爆弾を除いて実戦での使用は無い。

## 武器の構造

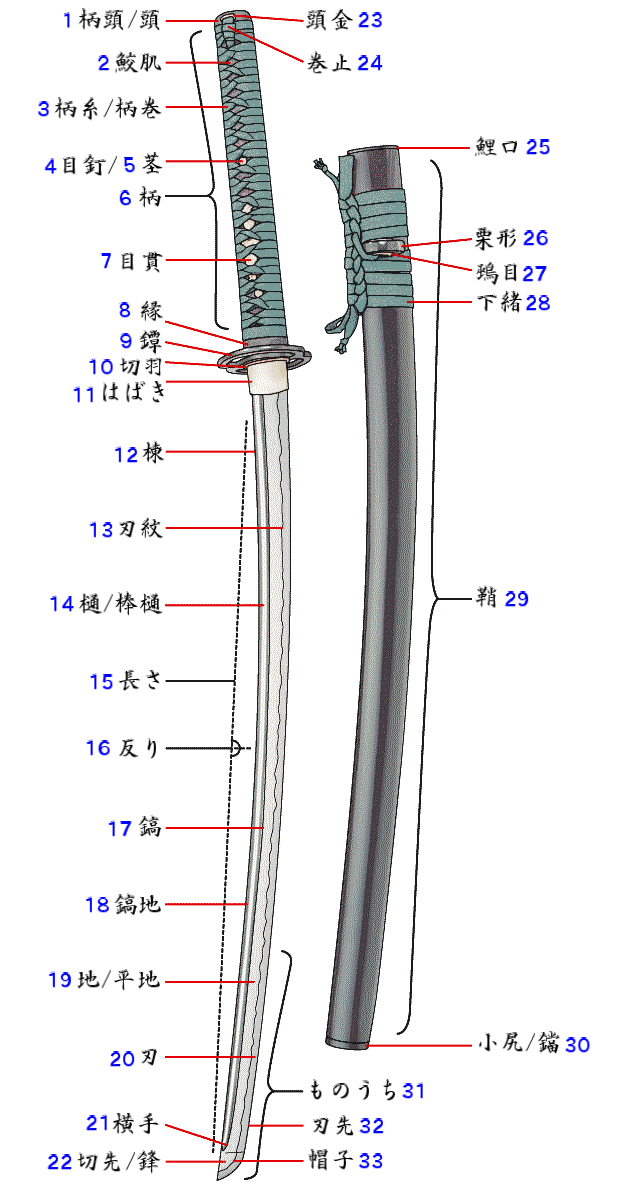
日本刀の各部の名称

以下では代表的な構造を述べるが武器の種類や形態は幅広いため、ここに記すものとは異なる武器もまた多い。
なお、銃と弓矢、およびそれらが使用する弾丸などの発射体については、それぞれの項目に詳しいので参照のこと。
大抵の武器では攻撃部位を「前」と見立てている。槍で言えば穂先が「前」、石突きが「後」となる。刀剣類はこの逆で帯刀した際に前に位置する柄の端、あるいは剣身を下にして上にくる柄端を「前」としている。しかしこれにも例外があり、中世以降の日本の刀では刀身の方向を「前」、逆端を「後」とする見方もあり両者が混在している。日本刀や包丁などでは柄の接合部を柄首、逆端を柄尻と呼ぶと同時に柄尻部の金具を柄頭と呼んでいる。

### 柄
武器を持ちやすくするために握る棒状の部分。機能と長さにより2種類に分かれる。
- 柄（つか）、把（は）、握り、グリップ (Grip)、ハンドルなどと呼ばれる短い柄。
- 柄（え）、長柄（ちょうへい、ながえ）、ポール (Pole)、シャフト (Shaft) と呼ばれる長い柄。握りと武器の長さを延長する役割をもっている。

両者の区別は厳密なものではなく、長巻のように長い握りを備える中間的なものや、長柄の後端に握りを備える武器もある。
刃や棒を持ちやすくするため取り付けられる短い取っ手には棒状の他、緩やかに反ったものやリング型のものもある。剣身との間に鍔をそなえる場合が多い。保持に必要な短い全長しかもたないが、手で握る位置にぶれが少ないため、握りやすい加工が施され保持力を高めている。凹凸や太さを変える形状の工夫と、刻み模様や糸や革を巻くことで摩擦を高め滑りにくくする方法が一般的である。柄と刀身を一体成型する方が頑丈ではあるのだが、金属材料の節約や軽量化、製造の工程数や手間の軽減を理由として別個に製作される場合が多い。
柄の剣身に対して逆の端を柄頭、パメル (Pommel) と呼ぶ。剣類の多くが大型のパメルをもち、武器がすっぽ抜けるのを防ぎ、剣身に対するカウンターウェイトの役割をもつ、これによって重心が手の内に収まることにより重くても扱いやすくなる工夫。副次的に至近距離での打撃にも用いられる。装飾を施しやすい位置であり、中世カトリック系の騎士が用いた剣には聖遺物を納めたものがしばしば見られる。ただし、大きすぎるパメルは手首の動きを阻害する。
柄には拳を撃ち合いから守る役割をもつ部品を取り付けたものが多い。これには剣身と取っ手の間の鍔（つば）や、拳の甲を守るナックルガードがある。柄頭と同様、装飾が施しやすい部位である。ナックルガードは柄の片端から逆端へ、握ったときに手の甲を守るように配置される。緩やかにそった棒・板状のものや、幅が広く編み込まれたような形状をもつかご状のものがある。
長い柄は握りであると同時に、武器を延長する構成部品でもある。主に木製で樫や桜のように頑丈さと弾力を兼ね備えた木材が用いられる。柄頭が切り落とされるのを防ぐ目的で、しばしば鉄板などによって補強される。全金属製の長柄は重く扱いにくい上、温度変化が激しく手袋を着用しなければならないなどの理由で一般的ではなかったが、近現代になると軽量で一定の強度を持つステンレス鋼のような合金が登場したため、全金属製の長柄も広くみられるようになった。

### 刃
切断する鋭利な部位。刃の構造自体はくさびと同一で圧力を線に集中する。刃と言うと、金属製のものを連想しやすいが、鋭利さに差はあるにせよ他の材質でも刃を形成することは可能である。
単純に言えば厚みが薄く滑らかな刃の方が切れ味は高くなるが破損や彎曲を引き起こし易く、刃欠けや刃荒れも起きやすい。
さらに刺突を目的とした切っ先や穂先の刃がある。単純な貫通力で言えば必ずしも穂先に刃は必要ないのだが、穂先の刃は適度な重さと広い攻撃範囲をもたらし、深く刺さるにしたがって傷口を大きく広げる効果がある。
ちなみに、引き切る切断の仕組みは現代でも完全に解明されていない。引くことで刃がより鋭角となって切れるとする説と、摩擦力によって削り切るとする二つの説が有力となっている。

### 刀身・剣身
刀剣類の刃とそれを支える胴部の部品。刀剣は剣身の形状と刃の位置により分類される。一般的には胴部両側刃を備える両刃のものを剣と呼び、片刃あるいは刀身が彎曲したものを刀と呼ぶ。さらに刀のうち刀身がまっすぐのものは直刀、彎曲し反りのあるものを彎刀（曲刀）と区別している。片刃と言っても先端部分が両刃になっているものや、峰の中程まで両刃になった刀も多い。
片刃では彎曲の外側が刃となる外反りが主だが、内側が刃となる内反りは鉈やククリ、鎌形のハルパーなどがある。刃を持たない刀身では、刺突用の錐状の剣身（剣針）をもつエストックやスティレット、フェンシングで使用するフルーレが有名である。また日本の十手や中国の鞭のように刃がなく打撃を目的とした刀身を持つ武器もある(鉄刀・兜割り・朴刀・フェンシングソード)。他に刃がない武器としては、相手の剣等を折る為の鈎針のような突起で覆われた、ソードブレイカーのような特殊な武器も存在する。
刀剣類の刀身はおおむね一つだが、柄の両端に複数の刀身を持つ金剛杵、四方へ刃が付きだした複雑な形状を持つアフリカ地方の投げナイフがある。長柄の武器になると複数の刀身を備えるものは珍しくなく、多機能の柄頭をもつハルバード、十字に組み合わせた穂先を持つ十文字槍、穂先に加え左右に月牙を配置した方天戟などがある。

### 鎖物・縄
棍、分銅、穂先などを接合する縄状やリング状の部位。武器に回転の軸（支点）をもたらし、特徴的な柔軟な挙動を行う。そのため中国ではこれらの武器を軟兵器と呼んでいる。フレイルのように関節が一つのもの、多節鞭のように複数の関節を備えたもの、流星錘や羂索のように全体が縄の武器がある。関節が増えるにしたがって、全体のしなる動きが大きくなる。縄が命中した部分は新たな軸となり回転し絡みつく動きになる。
縄の先に武器を結わえた武器は、絡みつくだけでなく、武器部分を回転させて勢いを付け投射する機能をもち、また縄をたぐりよせることでその回収が可能である。これらには鎖鎌や剣鏢、流星錘などがある。これら軟兵器はその挙動ゆえに防御が難しいが、使用者にとっても操りにくく自らを傷つけることさえ起こる。

### 鉤
鉤（かぎ）、フック (hook) は彎曲した先端をもつ爪・棒状の部位。名称の通り対象を引っかけて、引き寄せたり、引き倒したりする機能をもつ。また鉤に対象を挟み込み拘束するのにも用いられた。近世以前の海上戦では、鉤縄や鉤状の長柄武器によって船を接舷させる道具兼武器として頻繁に使用された。この鉤を防御的な受けに使用する十手のような武器もあり、特に刀や細い剣の刀身ならばひねって折ることも可能である。直接的に殺傷する要素は薄いため、警備や捕り物武器では鉤の機能を取り入れたものが多く見られる。

### 暗器
暗器は護身や暗殺を目的とした隠密性の強い武器の総称である。隠し持つという性質上、倫理的な意味合いで是非に関する意見が分かれる。
隠密性を得るには、武器そのものを小型あるいは折り畳んで小さくするものと、擬態によるものがある。擬態では、仕込み刀のように他の道具に武器を仕込む場合と、鉄扇のように通常の道具を金属製にして強度を持たせたものがある。さらに考えを推し進め、通常の道具そのものを武器として使用する技の研究も行われた。中国武術ではこれら道具型暗器の套路が多く見られる。戦闘時の奇襲効果を狙い、武器にさらに武器を仕込んだものも暗器とされる場合がある。穂先を仕込んだ十手や、発射可能な刀身をもつスペツナズ・ナイフなどがある。戦闘専用の武器に比べると暗器自体の戦闘力は低いため、攻撃目的では毒を用いる場合が多い。

### 機械
機械式の武器の攻撃機構にはいくつか共通する構造がある。引き金やボタンのようなエネルギーの解放装置と、エネルギーを蓄える装置である。以下に一例をあげる。
- クロスボウ
  1. 人力によって弓を巻き上げる（弾性エネルギーを蓄える）、留め金で固定され保持される。
  2. 引き金により留め金が外され矢が発射される。
- スタンガン
  1. スイッチを入れる。
  2. バッテリーから電気を発生（化学エネルギーから電気エネルギーへの変換）させる。

## 歴史
武器の発展に影響を与える戦術や技術の変遷等、歴史的背景については軍事史も併せて参照のこと。

### 石器・自然物

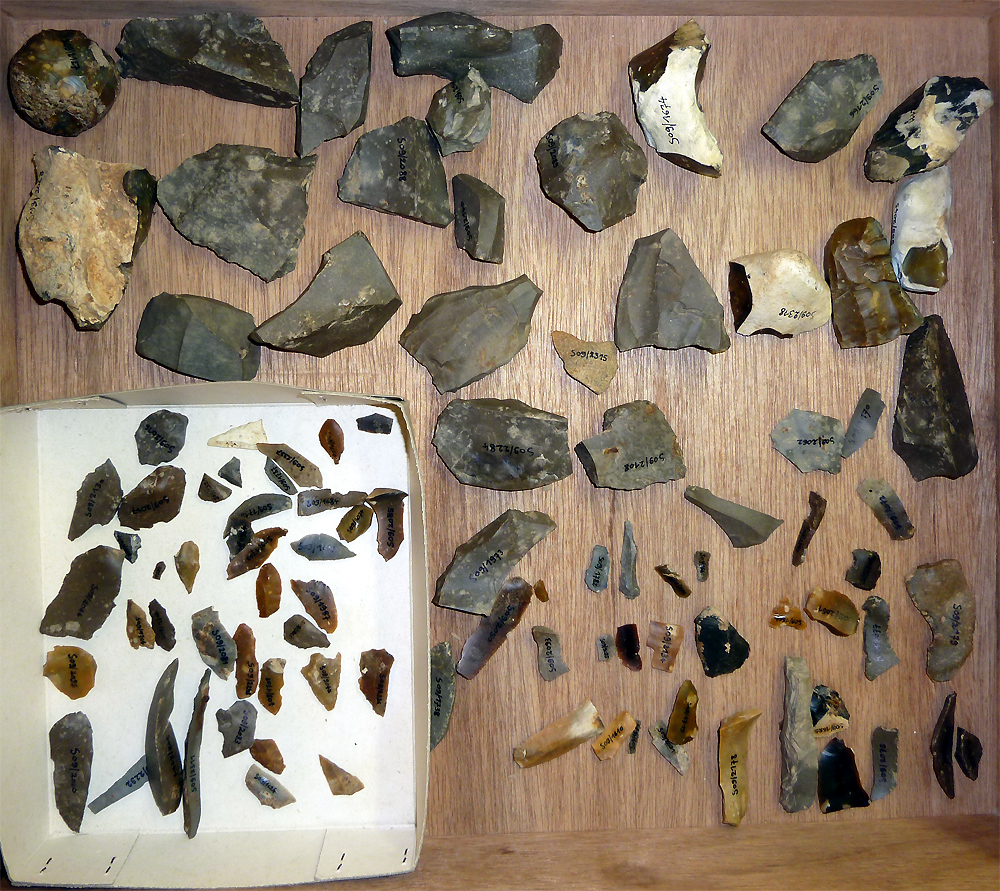
中石器時代の石器

武器の歴史は古く、人類の祖先が二足歩行をはじめた猿人時代から武器を使用していた。木、骨、石などを手に握り狩猟に用いたと考えられているが、それらは遺物として残りにくく、出土してもそれと明確に判別できないため推測の範囲にとどまっている。旧石器時代には、石斧、槍、握斧やナイフ、手斧、棍棒、中石器時代には弓矢が発明された。ヘビ毒やアルカロイド等の毒物を塗布しての利用も行われた。石、木やつたなどの自然物、動物の革や骨角やスジを用いて武器が作成され、加工や組み合わせの工夫もされたが、武器としては脆弱で耐久性に難があるため、投射するか、罠で捕まえた動物に対して使用される程度であったと考えられている。
金属精錬技術が伝わらなかった地域や、鉱石に恵まれなかった地域ではその後も自然物を使った武器が使われ続けた。代表的な地域としてオーストラリアや太平洋諸国、アメリカ大陸があげられる。
自然物の中でも、木は調達が簡単で安価かつ軽量と性質に長所が多いため、金属が発達しても広く使われ続けている。
新石器時代（紀元前8500年頃）に原始的な定住農業が始まると共に戦争の規模が拡大し、武器も対人用途を重視するようになっていった。
日本では、旧石器時代から狩猟用や生活用具としての石器がみられ、縄文時代には狩猟用や生活道具としての石器や弓矢が発明されている。とくに弥生時代中期になると畿内に突如として重さも重く、深く突き刺さりやすい形の石器（石鏃）が大量につくられた。石槍も発達した。この事情から弓矢が狩猟用から武器に変質したと考えられる。また、金属器では銅鏃・鉄鏃、銅剣・銅矛・銅戈（どうか）、鉄剣・鉄戈などがある。しかし、青銅製や鉄の武器は実用よりも祭祀用に使われることが多く、弓矢が武器の中心を占めていたのではないかと推測できる。

### 金属製武器の登場

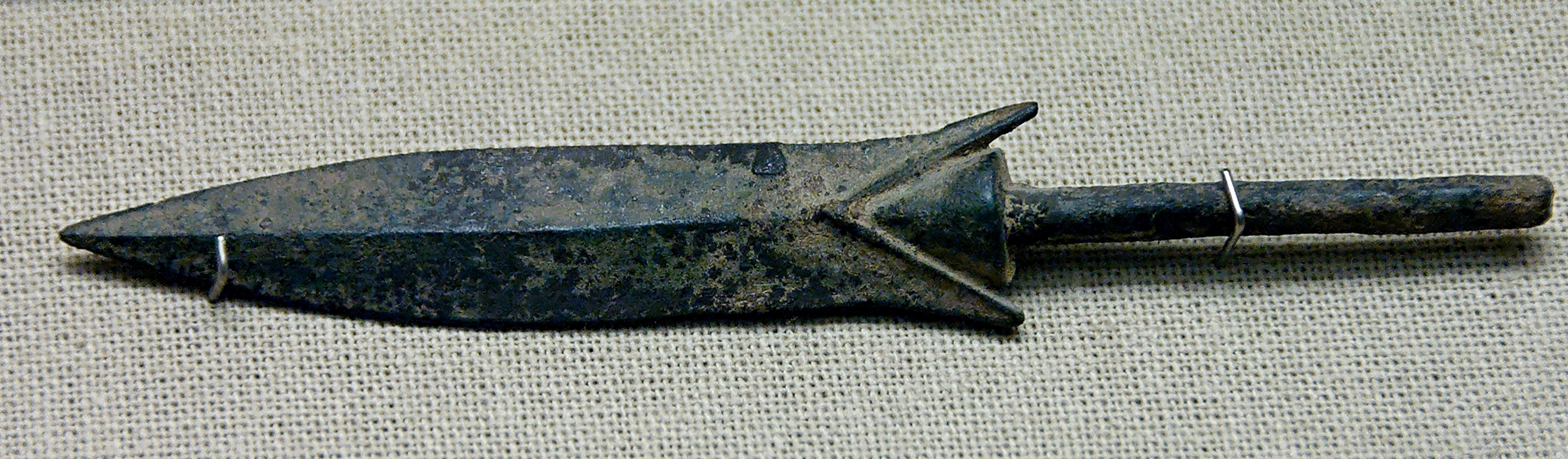
紀元前4世紀頃の古代ギリシャで製造された銅製の矢

紀元前6000年 - 5000年ごろからメソポタミア文明で銅の冶金技術が発達するが、材質として柔らかすぎるため儀式用の短剣などを造るにとどまっていた。紀元前3500年頃にスズとの合金青銅が発見されると、銅に比べ十分な硬さをもち、研磨や鋳造・圧延等の加工が可能であったため、大型の金属製刃をもつ剣、刀、戦斧などが登場した。本格的な鉄器・鉄製武器の登場は、紀元前1500年頃にヒッタイト文明が精錬技術を得たのに発する。それまでも隕石に含まれる鉄（隕鉄）はあったものの、ごく少量の利用にとどまっていた。青銅と比べ含有鉱石が多く安価で大量に生産できたので、ヒッタイト文明が周囲諸国を滅ぼした大きな原動力となった。紀元前1200年頃にヒッタイト文明が滅亡すると、秘匿されていた製鉄技術は世界へ広がっていった。その後、鋼や刃を強化する数々の技術（焼入れ、焼き直しなど）が発見され、鉄製武器は武器の主役となった。
ただし、融点が低く自然発見がたやすかった銅は、生産性でこそ鉄に劣っていたものの、初期の鋳鉄と比べれば強度に差は認められなかった。春秋戦国時代に中国を統一した秦は、成熟した技術で造られた青銅製の武器を使用して、鉄製武器を使用する周辺国を打ち破っている。その剣の切れ味は鉄と同程度であったと伝えられている。また、青銅は戦場の主流から退いたものの、精錬の仕方により白銀色や黄金色の光沢を持つため、その後も儀式用や装飾性の強い武器に用いられた。地域によっては、青銅と鉄の伝播時期が重なり、青銅器時代が短期間で終わった文明や、青銅器時代そのものが存在しない地域もあった。
鉄の登場以降、戦術の変遷や流行、地域性にも左右されるが、防具の重装化とそれに対する武器の大型化が進んでいった。武器の技術的な伝播と発展に大きな影響を与えた国家の興亡では、前述のヒッタイト文明の製鉄技術、十字軍によるイスラーム諸国とカトリック諸国の戦争や、モンゴル帝国による東西の技術交流があげられる。

### 銃の登場

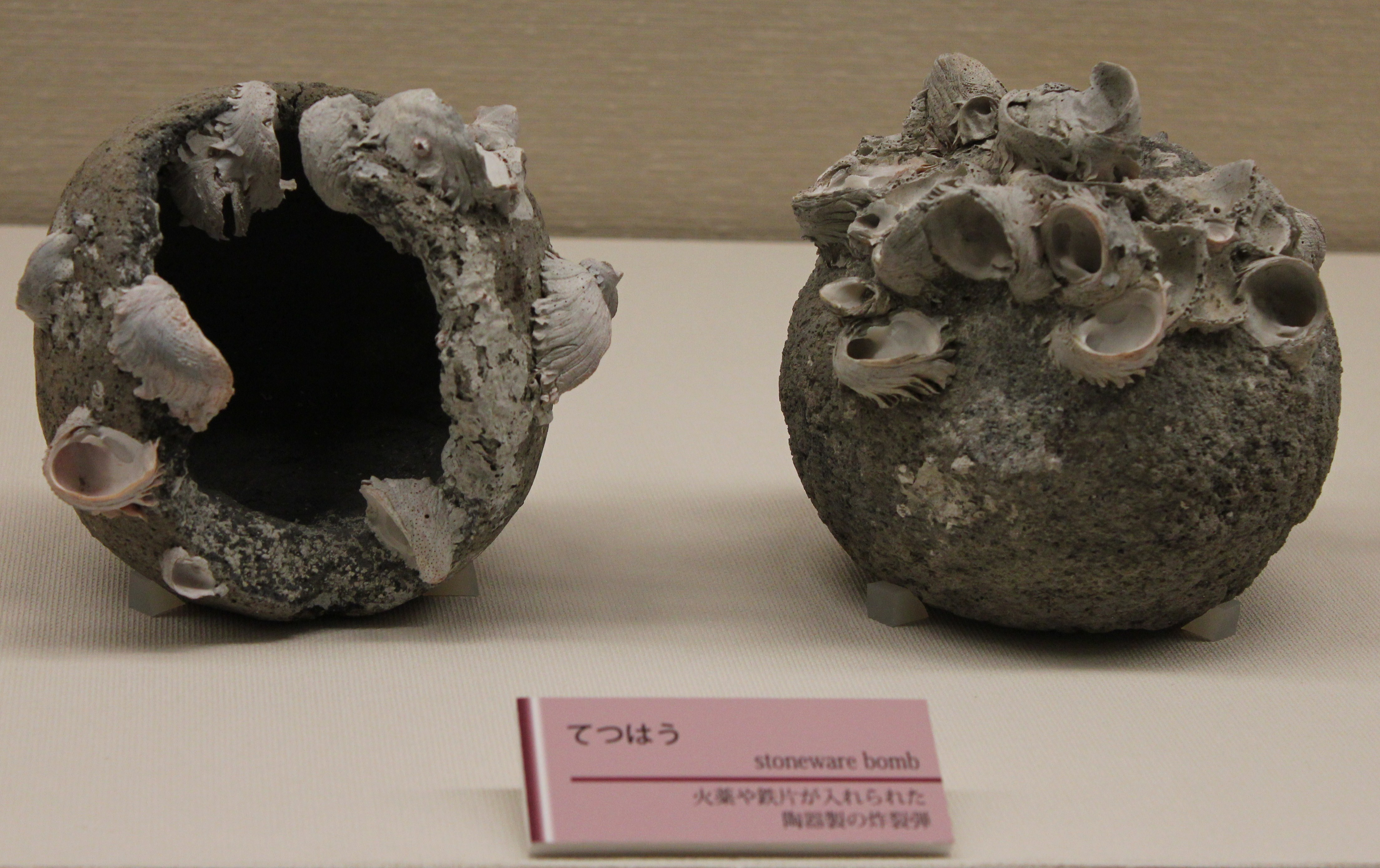
元寇でモンゴル帝国が使用したとされる火器「てつはう」

13世紀後半の中国で誕生した銃が、15世紀前半のアナトリアで改良され、武器のあり方を大きく変化させた。中国で使用されていた火器が、13世紀のモンゴル帝国の遠征と交易によって中東へと伝播して、アナトリアで銃が発展したと考えられている。
銃は従来の武器に比べ、格段に優れた点と欠点をもっていた。重装化された鎧を貫く高い破壊力を有した。一方、装弾の手間による射撃間隔の長さ、水気に弱いといった特徴がある。近接攻撃力と防御力および突破力に欠ける弱点があった。
火器の発展に伴い近接武器も大型の近接武器は姿を消し、軽い刀剣類が主流となる。銃の長所を伸ばし弱点を補う改良と運用の研究が行われ、軍隊の中心武器へと比重を高めていくことになる。初期では銃兵による射撃、射撃の間隙（かんげき）を突く騎兵、長槍を装備した槍兵による防御を組み合わせて運用されたが、銃剣の発明により銃兵が白兵戦に対応可能となったため槍兵は姿を消した。17世紀に片手で操作できる本格的な小型拳銃（ピストル）が誕生すると、馬上射撃用として普及し抜剣突撃戦術と併せて騎兵の有用性を高めた。
その後も、弾薬自体を複数備えるリボルバーや連装化、装填する弾薬と火薬を梱包する薬莢と実包の登場。弾道を安定させるライフリング、先込めに比べ装填が楽な後装式など、次々に改良が行われた。
15世紀末に始まるヨーロッパ人による植民地経営にも携行され、殺害や戦闘に用いられた。特に金属製の剣や銃は金属技術を持たない文明を圧倒し、文明の滅亡と大規模な殺戮を生んだ。

### 近代

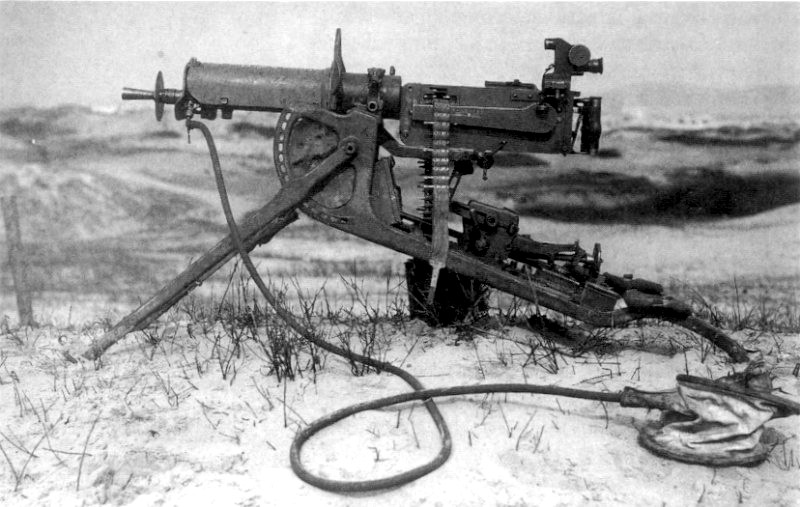
第一次世界大戦のドイツ軍が使用したMG08 水冷式機関銃

第一次世界大戦
1914年から始まった第一次世界大戦は、据え付け式の大型銃器や、火砲、兵器が次々と登場した世界規模の大戦争である。この時の先進国の軍隊の多くはボルトアクション方式の後装式ライフル銃を標準装備としていた。自動拳銃の黎明期にあたり、連射が可能な銃も登場しはじめた。機関銃の弾幕により騎兵の突撃はほぼ無力化された。歩兵の突撃も困難であったため要塞戦、塹壕戦が発生した。塹壕突破には、迫撃砲、クロスボウによる爆発物投擲、爆薬、戦車のような兵器、化学兵器（毒ガス）の散布など様々な武器兵器が使用され、塹壕の中ではナイフや即席の棍棒、スコップを使用する格闘戦がしばしば発生した。特に主戦場となったヨーロッパ地域では総力戦の様相を呈した。武器の精密化がすすんで構造的な遊びが少なくなり、他の弾薬が使用出来なくなったことや、連射性能の向上により弾薬消費量が増大したことから、深刻な弾薬不足が生じた。中でも弾丸はあるのに規格が合わず使えない状況から、弾薬規格を共通化する概念が生まれた。
ごく初期の航空戦は飛行機が偵察任務を目的とし武装が施されていなかったため、パイロットが銃で撃ちレンガや爆弾を投擲する攻撃が行われた。
第二次世界大戦
第一次世界大戦を先訓として弾薬規格を絞り込む動きはあったものの、銃のテクノロジー自体が模索状態であり様々な新型銃が生産された。政治的理由も重なり、前大戦と同様に弾の規格が合わない状況が至る所で発生した。
戦間期に、機械によって装填を行う半自動小銃・自動小銃が研究され、第二次大戦においてソ連・米国・ドイツなどの工業国家が多数投入し、米軍は従来のボルトアクション式小銃主体の状況を半自動小銃に置き換えた。またドイツでは歩兵用としてバランスのとれたアサルトライフルの基本概念が確立されたが、実戦配備が末期となり普及は戦後のこととなった。地上での戦闘は飛行機による航空支援のもと、戦車・火砲と歩兵の随伴が基本となったが、装甲兵器に対抗する個人用武器も開発され、バズーカを始めとする無反動砲や、パンツァーファウストのような携帯式グレネードランチャーが対戦車武器として使用された。

### 第二次大戦後

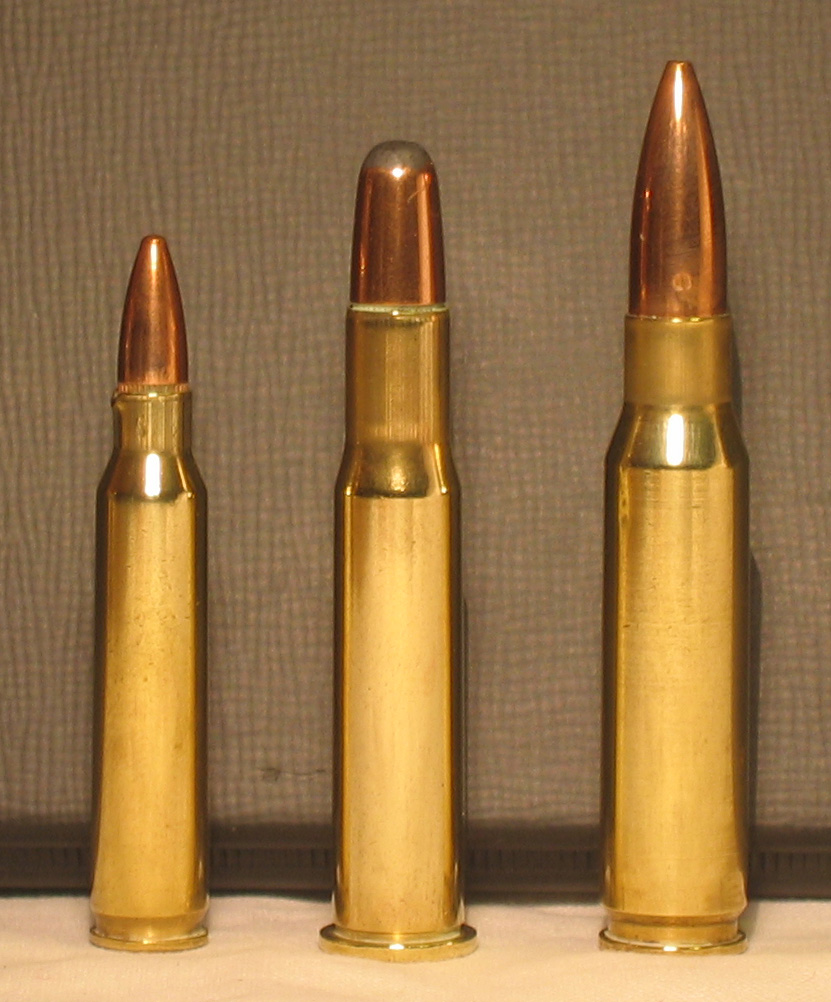
5.56x45mm NATO弾。NATO加盟国の各国で標準化されており、多くの小火器で使用できる。

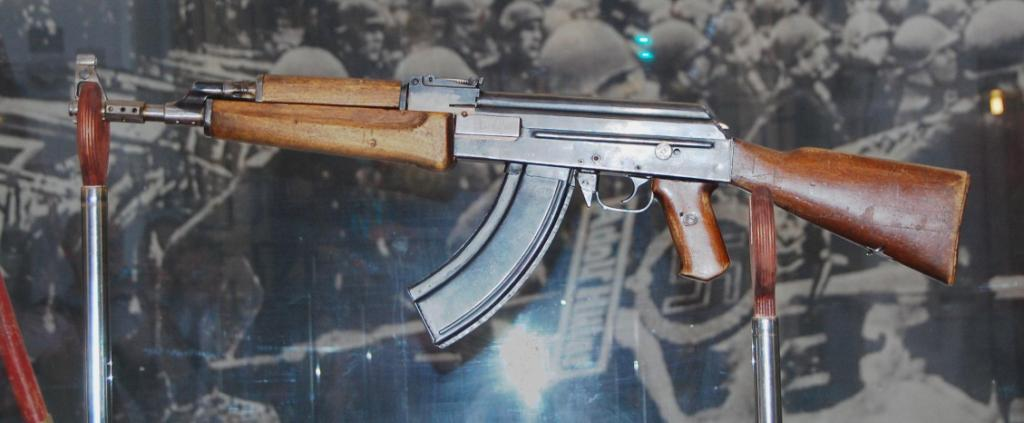
AK-47

第二次大戦後、共産主義陣営（東側）と資本主義陣営（西側）の対立（冷戦）が生じた。これにより武器の技術や規格は大まかに東側（共産主義）と西側（資本主義）に分かれることとなった。この東西両陣営と、さらに異なったイデオロギーをもつイスラム国家は、植民地の民族独立運動や第三世界の国家運営に介入し、武器の供与などを行ったため、紛争を拡大させ慢性的な紛争地域やゲリラやテロを生む土壌を作った。
大戦後に活発化した民族独立運動では、第二次世界大戦により現地に残されていた武器や兵器、対立勢力から供与された武器が闘争に使用された。
第二次世界大戦中に発明された武器の研究が進み、アサルトライフルは歩兵の標準装備として各国で採用された。同大戦中期 - 末期に開発されたロケット・ミサイル技術が著しい発展をみせ、個人携行できる軽量火砲もまた改良された。対空、対地、対戦車など各種のランチャーは、第四次中東戦争においては多数の戦車を撃破した。これらは個人装備としては割高だが、兵器に対してはコスト面で圧倒的に有利なため、戦車不要論や戦車の重装甲化の大きな要因となった。弾薬は、9x19mmパラベラム弾やNATO弾のように陣営毎に共通化が押し進められたが、輸出・供与先の状況によっては相手側陣営の弾薬を使用できるモデルも作成された。素材の研究が進み、鉄に変わる新たなる材質としてアルミニウム合金やステンレス鋼のような合金やポリカーボネート、カーボンなども利用されるようになった。
アサルトライフルの口径では7.5mm前後の大口径と5.5mm前後の小口径があり、有用性について意見が分かれていたが、ベトナム戦争においてアメリカが使用した大口径銃は、取り回しが悪く面制圧能力の低さを露呈した。代わりに用いた小口径銃は取り回しのよさ、面制圧能力に加え、大口径のアドバンテージと見られていた殺傷力でもそれほどの差をみせなかったため、小口径が主流となっていった。
狙撃銃は、工作技術の上昇により自動装填でもかなりの精度を持たせることができるようになった。そのため、精度ではやや劣るものの、連射力を併せ持たせた小銃からの改造銃や自動装填方式をとる狙撃銃も登場した。ただし精密な製造ゆえに高価なことや、やはり精密さで劣ることもあり、ボルトアクション式と並列して運用されている。
戦場以外では組織的犯行による、ハイジャック事件や凶悪事件への対応などから、警察や特殊部隊、諜報機関が使用する武器の需要が高まった。閉所での扱いに優れる短機関銃や、小型の拳銃が開発され、携行性の良さから、戦車兵や航空兵が持つ補助武器としても運用されている。
警察用の標準拳銃では弾詰まりに強く信頼性の高いリボルバーが採用されていたが、自動拳銃の信頼性が増したため装弾数の多い自動拳銃へ切り替えた国が多い。
先進国では人道意識の高まりもあり、「非人道的兵器」、つまり大量破壊や、無差別攻撃を行うもの、戦後復興を著しく阻害する武器等に制限が課せられるケースが増えた。そのため、対象を絞りピンポイントで破壊・無力化する「より人道的な武器」へ進化する流れも生まれた。特に対人地雷は、無計画な使用で民間人に被害を与えることから、無線送信による所在確認や、タイマーによる動作停止が組み込まれた安全に留意したものが登場している。

## 日本の武器の歴史
古代から戦国時代まで日本へと伝播した技術の多くが中国からの伝播であり、武器のテクノロジーもまた同じである。中国から直接伝播するルートと、朝鮮半島を経由する場合が存在した。特に沖縄は19世紀まで日本本土とは別の国として存在していた経緯もあり、中国系に近い独自の武器を発展させている。

### 古代

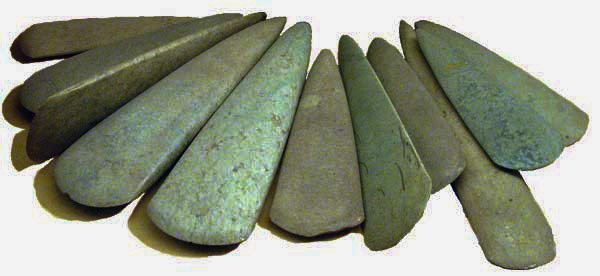
磨製石斧

約3万4千年前に中国から石器が伝わり、1万2千年前頃の縄文時代から磨製石器や骨格器、弓が使用されるようになる。
弥生時代前期から中期（紀元前300 - 紀元後500年頃）にかけ、大陸から九州北部へ青銅器と鉄器がほぼ同時に伝えられた。実際は金属製品が輸入されているに過ぎず、原料や製作器具も輸入に頼っていた。青銅は冶金技術の伝来と発達で国産が可能になったが鉄器の国産は遅れた。4世紀後半のヤマト王権による朝鮮半島南部への進出は「武器」の面から見れば、鉄器を生産する技術と資源を求めてのことである。
この時代の武器は、青銅製の矛、剣（直刀も含む）、戈（か）や弓類および盾である。ただし、戈は日本には存在しない戦車戦用の武器で、使用された痕跡も見つかっていないため儀式用のものであった可能性が指摘されている。
5世紀、古墳時代中期ごろから出雲地方や九州地方で製鉄が始められた。製法は日本独自のたたら吹きとたたら製鉄により砂鉄や餅鉄から鋼を生産し、鍛造によって製造された。鉄は融点が高いため高温の炉を必要とする鉄の鋳造技術はあまり発達しなかった。武器は鉄器へと移行し、青銅器は光沢のある金属特性を生かし祭器としての利用が主となる。

### 中世

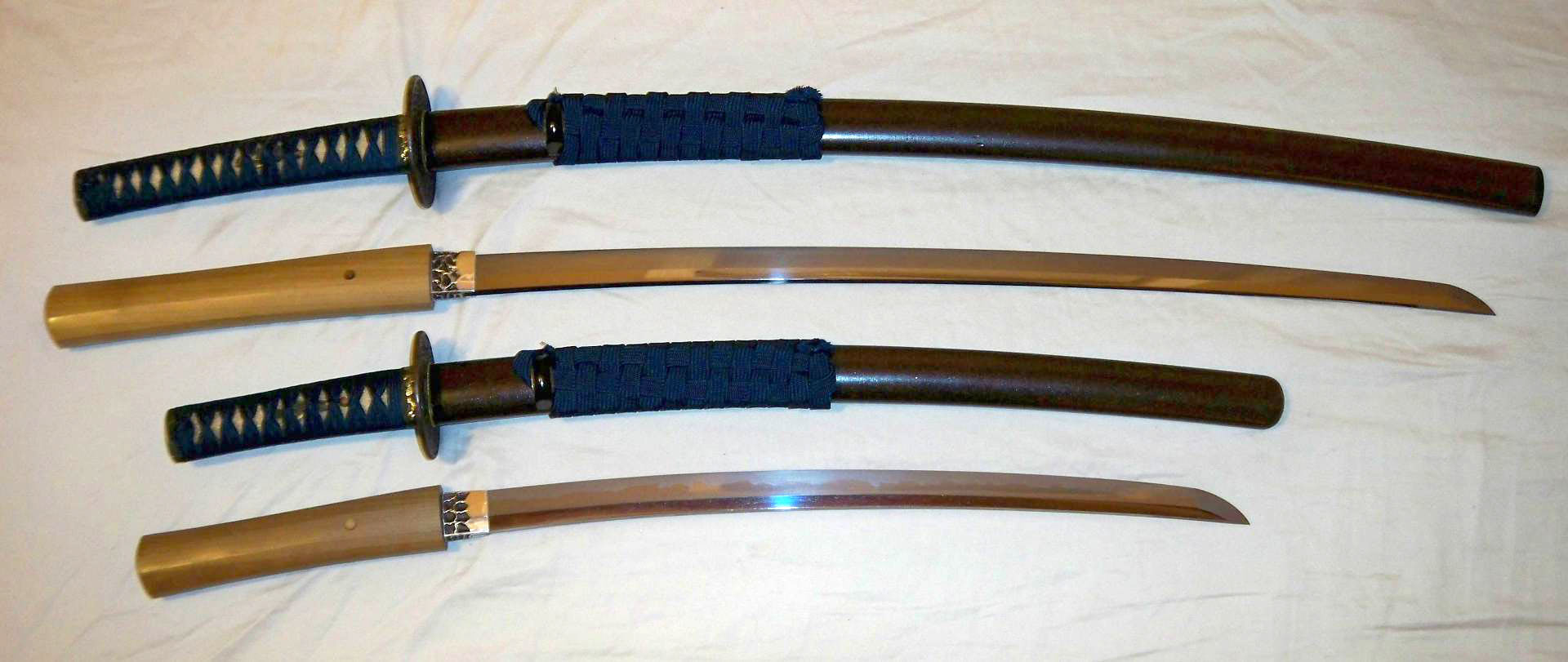
様々な日本刀

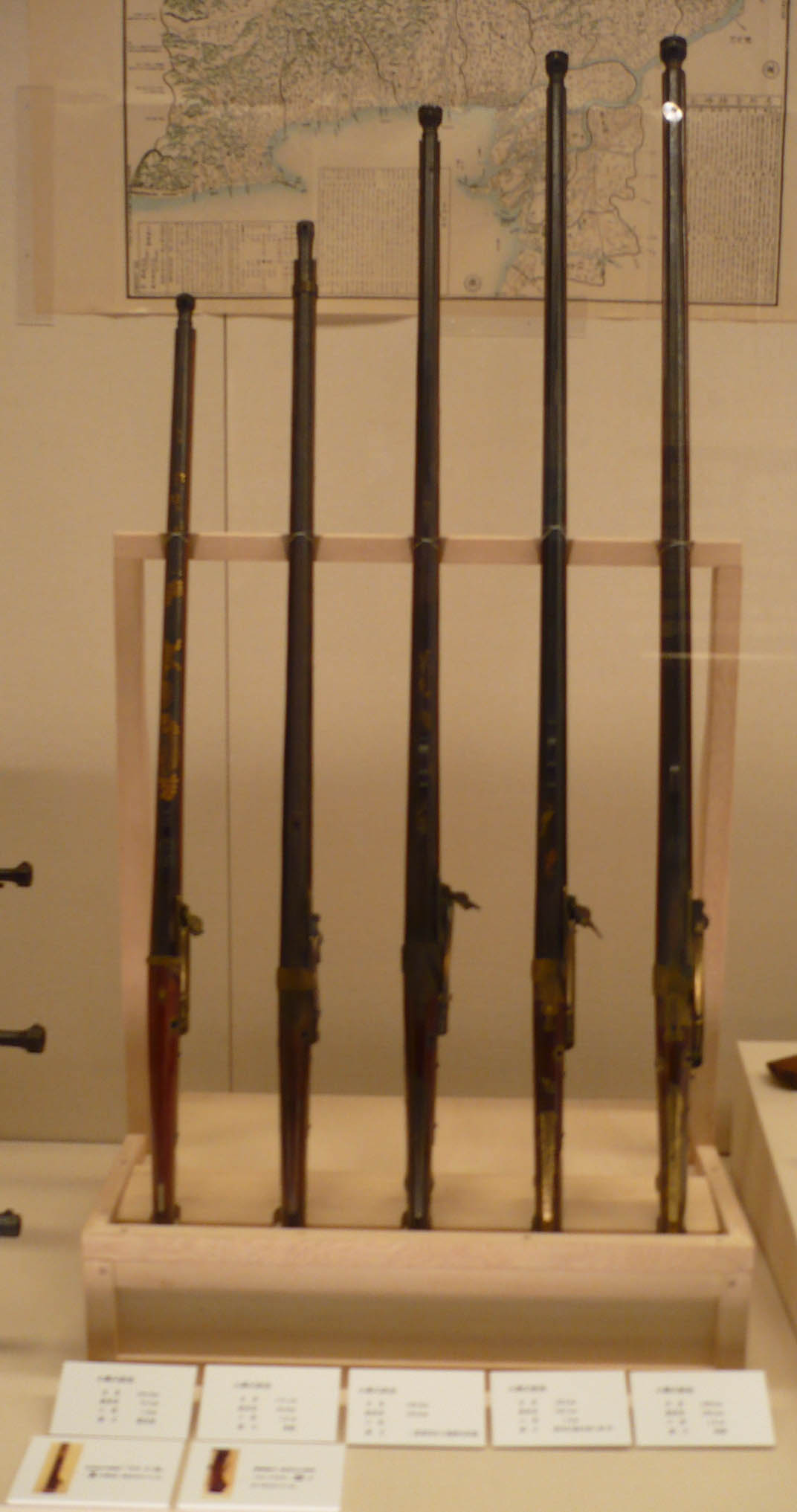
火縄銃（尼信博物館所蔵）

平安時代には日本独自の武器の発展が見られ、剣が廃れて中国伝来の刀も直刀から反りをもった刀への変化が始まっている。盾はその機能が鎧へと組み込まれた。
この時期、武士が成立する。戦闘時は小作人を戦時の兵力（郎党）としたため、兵農は分離していない。寺や寺院は権益を守るために武装し、流通業者も自衛のために武装を行っていた。勿論彼らだけが武装していたわけではなく、実際はさまざまな階層のものが武器を所持している。
鎌倉幕府は武家政権であったため、武器の製作はより活発化した。戦闘形式は一騎討ちなどが主であったため、個人の武威を示す豪壮雄大な大型武器と騎射が発展した。南北朝の頃になると足軽が誕生。集団戦が行われるようになり槍が広く用いられるようになった。
室町時代を経て戦国時代へ入ると、動員能力の増加から集団戦がより大規模になり、それに合わせて槍も長いものへと変化した。刀は刃を下にして持ち運ぶ馬上で抜きやすい太刀から、刃を上にして持ち運ぶ徒歩で抜きやすい打刀へと変化がはじまっている。
1543年に種子島へ火縄銃が伝わると2年後には国産化に成功し、種子島の他、堺や国友、根来、日野など日本各地で鍛冶の技術を応用して量産された。戦国時代後期から安土桃山時代にかけて、火薬を使用した焙烙火矢や火砲が発達した。

### 近世
戦国時代末期から流行の兆しを見せていた剣術が全国的に流行する。戦場で用いる介者剣術ではなく、平時の平服に対する戦闘を想定し、特に刀や刀に対する武器の操法が工夫された。稽古には木刀・木剣や袋竹刀が用いられ、江戸中期に竹刀が考案され使用された。薙刀は室内で使用可能な高威力の武器として見直され、女子の武芸としての専門流派も登場した。
平穏な時代が長く続いたため装飾性の強い刀が作られるようになるが、これには退廃的だとの批判も起きた。十手に代表されるような治安目的の捕物武器が発達したのも平穏な時代ならではである。一方、火器は徳川幕府の銃火器類に対する禁制政策により技術は停滞あるいは後退した。民間には依然として武器が蓄えられていたが、百姓一揆に鉄砲や弓が持ち出されることはあまりなかった。それら強力すぎる武器の使用に関して暗黙の了解や禁忌があったと考えられている。また使用にも制限があり、場合によっては刑に処されることさえあった。江戸時代にはその他、新井白石『本朝軍器考』、鎌田魚妙『本朝鍛冶考』など、日本武器史の研究書も複数作られた。
19世紀半ば幕末に、幕府の政治力の欠如と、外国船の来航が増え国内に混乱が生じたため武器の国内需要が増したことにより、実戦的な日本刀が再び作られるようになった。開国し倒幕運動が起き、日本が内戦状態に突入する。海外からの派兵や直接介入は行われなかったが、絶好の市場と見なされ、様々な武器や兵器が持ち込まれた。特に1865年にアメリカ南北戦争の終結により、だぶついた重火器の多くが日本へ輸出された。日本が輸入した銃は多岐にわたり、ゲベール銃、ミニエー銃、スナイドル銃、エンフィールド銃などがあり、総数ははっきりとはしていないが、戊辰戦争終了後の時点で日本国内に50万丁の洋銃があったとする説がある。

### 近代

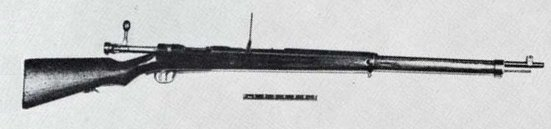
三八式歩兵銃

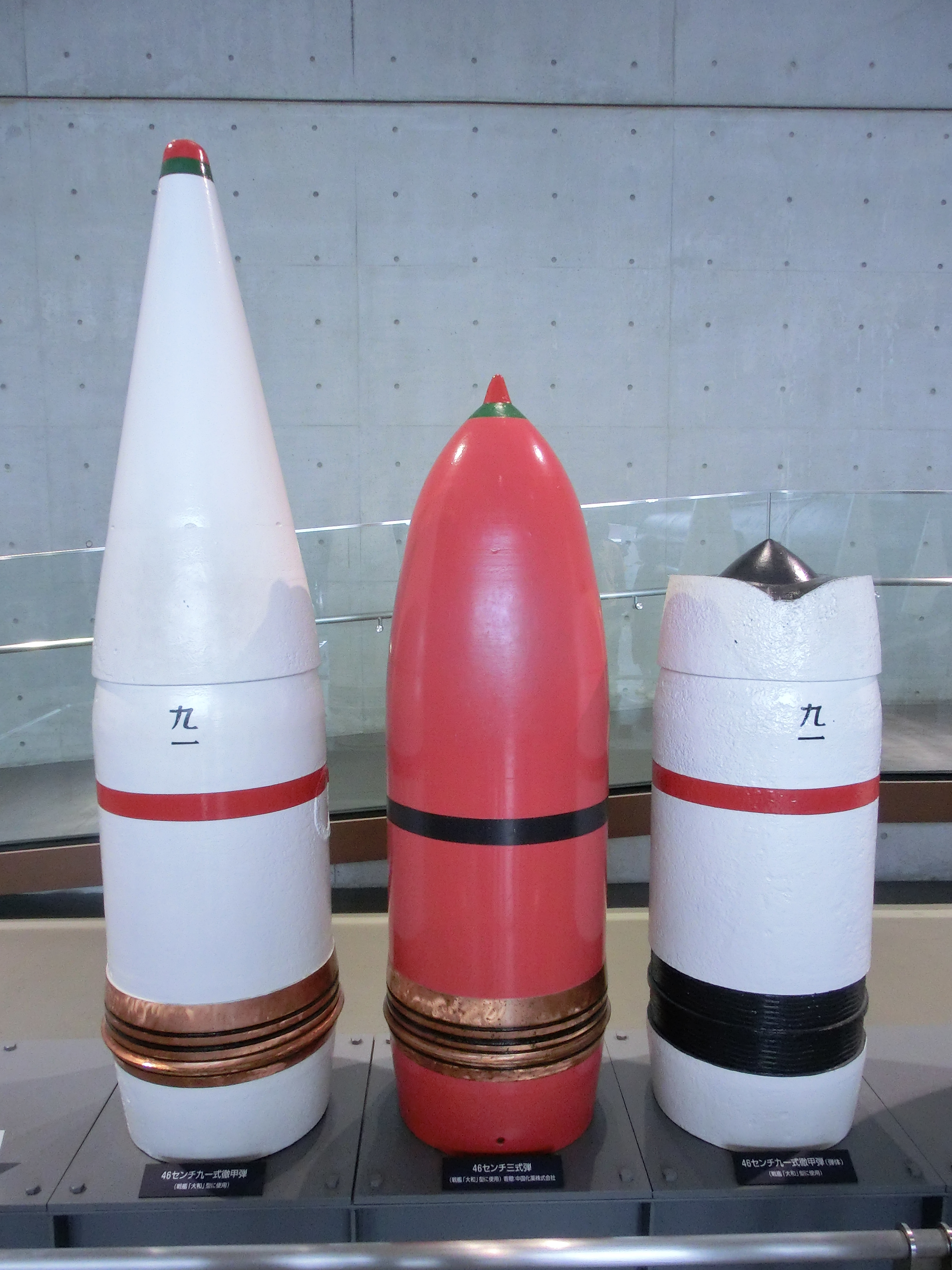
大和の46センチ主砲弾

明治時代に入り、日本政府はスナイドル銃を正式装備とした。高価ではあるが、ミニエー銃の改造によって作成できるため、数を揃えやすかったことが主な理由とされている。火砲の国産化は早かったものの小銃の国産化は遅れ1880年の村田銃が初となる。ボルトアクション式ライフルで他国の最新鋭小銃に匹敵する性能を備え、日清戦争に使用された。日露戦争には三十年式歩兵銃が使用され、戦後には三八式歩兵銃が開発されたが、実際には更新が進まず旧来の銃と新型が混在して使用された。拳銃はさらに開発が遅れたが、1894年に二十六年式拳銃が国産拳銃として誕生し、1924年に十四年式拳銃が採用された。
また後に刀はその地位を著しく下げたが、翌年に発生した西南戦争などでの活動により再評価がおき、剣術が推奨されるようになった。また戦争でも軍刀を装備とし日露戦争では戦果も上げた。准士官等の軍刀は服制令による軍装品扱いで自弁調達の必要があったため、装備する軍刀は各個人で異なり、旧来の日本刀の多くが軍刀として使用された。なお明治維新前後から、外来の刀に対し従来の日本製の刀を日本刀と呼称するようになった。西洋列強に比べ銃の設計面では同等ではあったが、鋳造や加工技術のような生産力と製造面では劣っていた。また主な原料である鉄が乏しく、輸入に依存していた。
日本は1931に満州事変、1937年に日中戦争、1941年に太平洋戦争へと突入する。世界的に見て万全の体勢で第二次世界大戦に突入した国はないにせよ、その中でも特に日本の武器は立ち後れていた。大口径の九九式短小銃や九九式軽機関銃への完全更新が間に合わず、三八式歩兵銃や九六式軽機関銃が主流のままで、弾薬の混乱が発生した。日本は基礎工業力の低さから生産能力が慢性的に劣っていたため、各種弾薬生産数が低く、また補給そのものも乏しかったため、特に東南アジアでの作戦では弾薬不足が頻発した。各主力機関銃（九二式重機関銃・九六式軽機関銃・九九式軽機関銃）は優秀なものであったが機関銃ゆえに弾薬不足に悩まされ、一〇〇式機関短銃は弾薬の大量消費が懸念され大規模配備はならなかった。自動小銃の開発は古くから行われていたが、こちらも弾薬の消費と生産能力の限界から実戦配備は見送られた。

### 現代
日本は第二次世界大戦で敗戦し、GHQが進駐した。占領政策の一環として銃砲等所持禁止令が施行され、武器の徹底した取り締まりが行われると「赤羽刀」とも通称される100万もの刀剣が押収された。これにより平安時代からの武器所持量が大きく減少した。1958年にはさらに銃刀法が施行されている。
日本の軍隊は無条件降伏により解体されていたが、朝鮮戦争が勃発すると1950年に自衛隊の前身となる警察予備隊が設けられ再武装した。それに先んじる1948年には警察も組織されている。
1960年、70年代の大学闘争や安保闘争が起きると、新左翼党派の参加者は角材（ゲバルト棒）や投石、火炎瓶、ヘルメットにより武装し機動隊や警察と衝突した。またこれにより特に火炎瓶に対する法律が制定された。
警察と自衛隊の装備は国内調達を基本とし、外国製の武器も製造技術の保持を目的としライセンス生産を行っている。欧米人に比べ体格が劣るため、全体的に小型軽量で装薬を減らした弱装弾を用いる傾向がある。自衛隊は初期では米軍から供与された武器を使用していたが順次国産のものに更新された。主な製造元としては、ミネベアミツミ、豊和工業、住友重機械工業、三菱重工業などがある。
日本は武器の輸入は行っているものの武器の輸出は行っていない。これは1967年および1976年に示された武器輸出三原則と呼ばれる規制方針で、「基本的に戦争や紛争に用いられる武器および武器製造技術、武器への転用可能な物品の輸出を行わない」としている。ただし1983年に例外として米軍向けの武器技術供与を緩和を付け加えた。

### 現在
依然として現代は武器の所持があまり多く見られることはない。ただし銃の国内所持数が、かなりの数に及ぶ可能性が指摘されている。まず暴力団やそれと繋がりのある非合法組織やマフィアによって銃が密輸されていることがあげられる。特にトカレフやマカロフの流入が多く、発砲事件に用いられ、また警察に押収されている。現在は中国ルートよりロシアから北海道を経由するルートが主流になっていると考えられている。
猟銃の所持数の多さについての指摘がある。2007年（平成19年）度版警察白書によると2006年（平成18年）度に許可を得た猟銃の所持数は約30万丁であり、無許可の所持も存在するため実際の総数は判明していない。
遊戯銃、特に高性能化したエアガンも問題となった。特に2005年に暴行・傷害事件、走行中の車の窓ガラスへの発射事件が頻発したことなどから、銃刀法が改正され、基準以上の威力をもつエアガンを準空気銃と分類し所持を禁止している。
また強力なレーザーポインターも問題となった。
実際のところ、実銃を使用する銃器使用犯罪の件数は緩やかな減少傾向にある。ただし2006年は空気銃猟銃事件は前年の16件から33件へと倍増している。
迷惑防止条例や軽犯罪法では正当な理由がなく刃物や武器の類を所持していた者に刑事罰を規定している条項があり、判断基準があいまいなため、通常では武器と認識されない刃渡りの短いツールナイフやカッターにも適用される場合がある。別件逮捕の手段としても用いられるためこれを非難する意見がある。
武器輸出三原則により、兵器の輸出は基本的に行われていないが、技術の進歩によって民生品でも軍用に耐えうる電子機器が珍しくなくなったため、輸出したエレクトロニクス製品や民生品が軍事用として転用される事例が起きている。また、猟銃や弾薬は武器輸出三原則に抵触しないため、積極的に製造と輸出が行われている。戦争用のスイスのジュネーブ高等国際問題研究所が発表した2004年版の「小型武器概観」によると、2001年度の日本の輸出規模は6000万ドル（世界第9位）である。2012年度の調査でも、日本はアメリカ合衆国、ロシア、ドイツと並んでトップ12カ国に名を連ねている。
自衛隊や警察の武器・兵器は国産方針を堅持しているが、輸出入を行わず少数生産なこともあり調達価格が極めて高い。例えばアメリカ軍が使用するM16A2は約7万円。世界的に量産されているAK-47では約3万円である。これに対し、日本の89式小銃は36万円である。実情としては武器・兵器の調達はその価格のため更新が進んでいない。世界的に見ても、高機能・高価格化していく軍需産業を一国で維持、発展させることは困難な状況となっている。この流れに沿って、2014年4月1日、第2次安倍内閣は武器輸出三原則を改定して防衛装備移転三原則を新たに策定した。これまでの兵器の全面的な禁輸から、厳格な審査を前提にした武器の国際共同開発、輸出入が可能となったため、従来の武器の国産重視政策を転換して、国際共同開発を推進することとなった。
2013年11月13日、日本船籍の船に、小銃などで武装した民間人の乗船を認める日本船舶警備特別措置法が成立した。アデン湾などの海賊多発海域に限るが、日本において、民間人の防衛目的での銃武装を認める初めての法律である。
2014年5月9日、日本は武器貿易条約を批准した。

## 玩具としての武器
子供の遊びの中で武器に形状や機能を模した玩具を武器と呼び利用する場合がある。雪合戦の雪球やチャンバラの刀、輪ゴム、水鉄砲などが例として挙げられる。また祭りやパーティの余興、舞台の小道具として、一般物が武器に模して使われることがある。パイ投げのパイ、トマト祭りのトマト、コントのハリセンなどの使用が見られる。
ただし、いずれの場合でも用法によっては凶器となる場合があるため、使用には注意を必要とする。

## スポーツに用いられる武器
スポーツには武器を操る能力を計測する競技や、武器を用いて直接戦闘を行う対人競技もある。スポーツ本来の意義には肉体鍛錬や戦闘訓練といった要素もあるため、武器の使用や戦闘を行うスポーツは特別なものではない。
記録を競うものは、武器の能力や特性をいかすため、実戦さながらの威力をもったものが多い。これらの競技ではクレー射撃やライフル射撃、やり投、流鏑馬などがある。元は力比べから発展した砲丸投やハンマー投も武器投擲競技の一種と言える。武器の操法を競うものでは武術の演武がある。これら演武用の武器は房（ふさ）や動きを良く見せる効果をもたせたものが多い。新体操のクラブ（棍棒）も操法を見せる競技の一種である。
直接戦闘を行う競技では、かつて練習用の武器として使用されていたような威力を弱めた武器を使用して競技を行う。直接的に戦闘を行うため危険性が高く、厳密なルールを制定し防具を着用して闘うものがほとんどである。剣道の竹刀やフェンシングのフルーレ、スポーツチャンバラのエアーソフト剣がある。特殊なものでは牛と戦闘するスペインの闘牛がある。またロデオには馬にロープをかけて捕縛する種目がある。
スポーツ狩猟は欧米発祥のものが有名だが、日本でも鷹狩や巻狩が軍事演習を兼ねて行われた。近年は動物愛護運動の高まりや鉛弾汚染からスポーツ狩猟は厳しい規制がされる傾向にある。

## 象徴・祭器としての武器
武器は単なる道具としての能力以外に、何らかの象徴や祭器としての役割を持つ場合がある。それら儀礼的な武器の中には装飾が施されたり儀礼性が高められた結果、実用性を失ったものも多い。
まず武器の本質が暴力装置であり死をもたらす道具であるため、武器のもつ意味合いも基本的には暴力的で不吉である。不吉であるがゆえに畏敬の念をもって扱われ、武器の製作にあたり神に祈りを捧げる習慣は珍しくない。そのような武器の使用には能力と責任が伴うと考え、これが特権的な要素と結びつくこともある。
伝統的武器では純粋な戦闘用として作られた武器ほど「武威を示す」意味合いが強くなり、逆に構造が単純であったり道具的なものは野蛮として忌避する傾向がある。
まず武器の性質そのものである「武力」や暴力を指し示す場合である。海賊旗の中でもドクロの下に交差する曲刀などはこの類と言える。国旗や国章の意匠として用いられる場合はさらに複雑な意味合いをもち、グアテマラの国旗には中央で十字になっているライフルが描かれ、「グアテマラを守るためには戦争をも辞さない意志」を表す。モザンビークの国旗に描かれたライフル銃(AK-47)は、「独立への苦闘」を表している。他にもアフガニスタンやガンビア、フィンランドなど剣や銃を意匠の一部とする国は多い。
次に武器が権力の象徴となる例である。古代では権力の裏付けとなる基礎価値が、暴力あるいは神秘性に求められ、また、テクノロジーの結晶であり希少価値・財産的価値の高い武器が所持品となるからでもある。これら権力には王権と神権がありそれぞれに分離する場合があり、前者では西洋の武器が、後者では聖職者のもつ職杖が特に知られている。日本の天叢雲剣（草薙の剣）は三種の神器の中では天皇の持つ武力の象徴とされている。
武器が社会的地位の象徴となることも多い。武器を扱うに足る責任と能力を得た「成人」の証として武器が贈られる習慣は世界中で見ることができる。明治時代では武器の没収に関連して反乱が起きたこともあった。古代中国では指揮官を任ずるにあたり軍権の象徴として黄金のまさかりをあたえる習慣があった。
武器が民族の象徴として扱われることがある。フランク人が用いたフランキスカ、サクソン人のスクラマサクスなどのように、民族の名を冠した武器がある。
民族が用いたから武器にその名が付いたのか、逆に武器から民族名が付いたのかは意見が分かれているが、武器が民族の象徴となっていることに変わりはない。歴史的経緯から特定の武器に愛着や誇りを持つ民族も多い。
武器の威力や金属の輝きは武器に神秘性を与え呪術的な要素となった。死を与えるものが武器であり、いけにえや供物をさばくのには聖別された儀式用の短剣や斧が用いられる。刃をもった武器は扱い方を誤ると自らを傷つけるため禍々しい性格を備えているが、凶事をもって凶事を制する考え方や、「断つ」という性質から、魔や悪影響を断つ魔よけとして守り刀のようにも用いられる。他にも魔よけや縁起物としての武器は破魔矢、梓弓などと数多い。
斧は武器の中でも特に呪術的要素が多く、雷斧信仰は世界中で見ることができる。雷と斧の関連については、落雷の後で雨によって土壌が洗い流され石器斧が見つかることがあり、これを天から降った雷神の持ち物と考えていたとする説（天狗の鉞）や、雷が木を断つことから、同種に木を断つ斧も雷と関連づけたとする説などがある。雷は激しい雨を伴うことが多いため、農耕民族にとり豊穣をもたらす存在であった。そして斧もまた豊穣を示す祭器として儀式に用いられた。一方、供犠用の祭器としても斧はポピュラーである。
例えば「義」という漢字は羊を斧で解体する様子を示し、これに牛を加え「犠」となると家畜の生け贄を指し示す漢字となる。また、罪人の首を切り死を与えるのも斧の役目である。

## 架空の武器
武器は神話や英雄譚に欠かせない道具として物語に色を添える存在である。また実際の武器が誤解や歴史的偶然によって伝説を生む場合がある。現在も戦闘を主軸とする漫画や小説に欠かせないアイテムとして様々な武器が生み出されている。
超自然的な武器
神話や民間伝承に登場し神や英雄によって使用される武器のほとんどは超自然的な能力を秘めている。「必ず命中する」、「投げつけても戻ってくる」といった武器そのものの性質を強化する武器や、「持ち主は傷つかない」、「持っていれば必ず戦争に勝つ」のような事象そのものを操る力を備えることが散見される。特に自然神がもつ武器はその神性を現したものが多く、特殊な金属や自然の力そのものを鍛えた武器すらある。海の神ポセイドンの三つ又の槍（トライデント）、雷神トールのミョルニルなどが有名である。また杖としてアスクレピオスの杖などと、ある特定の象徴として用いられることがある。
現代に創作される作品にも超自然的な武器は登場して重要な役割を果たしている。ストームブリンガーが登場するエターナル・チャンピオンシリーズなどが有名である。魔法だけにとどまらず科学を組み合わせ、魔力を発射する銃が登場する作品も存在する。
誇張された武器
日本刀やダマスカス刀の切れ味は「鉄を容易に断つ」と誇張された伝説を生んでいる。日本では村正が妖刀として知られ、幕末期に倒幕派の志士が好んで求めた。これらは実際の武器が伝説化した例である。実際には切れ味が劣化しやすく、長持ちしないというのが実情である（固い物と打ち合えば刃こぼれは確実で、最悪の場合は刀身が折れてしまう）。
三国志で関羽が使用する青龍偃月刀（大刀の一種）や張飛が使用する蛇矛は、三国志の時代にはまだ存在していない後世の武器であり、架空の武器の一種とも言える。伝説というほどではないが、フィクションにおける武器の描写は実際よりも誇張が行われることが多く、例えば時代劇の殺陣で軽々とふりまわされる日本刀や、西部劇で被弾により人間が吹き飛ぶ様などは、演出として実際とはかけ離れた描写をされている。
道具の能力を誇張し武器として扱うケースもある。インディ・ジョーンズ シリーズでの活躍で知られる鞭はその代表格と言える。ロールプレイングゲームでも鞭が武器として登場する作品があるが、実際の紐状の鞭は本格的な戦闘に耐えられるような代物ではない。その他では、ヨーヨー、カード、ワイヤ、独楽などがそのイメージから武器として使用される。
SF作品の武器
SFにおいては化学エネルギーを用いたものが多い。実際に理論自体は確立している武器もあり、それらは技術的な新発見があればすぐにも実用化される可能性がある。熱線を放射するヒートガンやブラスター、レーザー銃、熱に加え、物理的なエネルギーを発射するプラズマ砲。それとは逆の冷凍銃、電磁誘導を利用したレールガンやコイルガン、荷電粒子を射出する荷電粒子砲。超小型の針をばらまく短針銃など。他に重力、音波、磁力、核、空気など様々である。エネルギー刃をつくりだすライトセーバーなどもある。

## 武器の分類
武器の種類は多彩で、区分の仕方により様々な分類が可能である。主な区分としてサイズ・形状・用途によって分類される。
以下ではそれら武器の分類法の一部をとりあげる。
- 射程による分類 - 近距離で白兵戦に用いられる「近接武器（近距離武器）」、遠距離で射撃される「遠距離武器」。
- 用法による分類 - 近距離の白兵戦に用いられる「近接武器」と、投射・射撃される「飛び道具」。
- 性質による分類 - 爆弾や銃のように火薬を使用する「火器（火兵器）」と、火器以外の伝統的な武器「冷器（冷兵器）」。
- 役割による分類 - 暗殺や護身に用いられる隠密性を重視した暗器。
- 構造による分類 - 刀、剣、斧、槍、戦鎚など。
- 中国での著名な武器の操法および分類法に「武芸十八般」がある。水滸伝では矛、錘、弓、弩、銃、鞭、簡（鞭と同種）、剣、鏈（多節棍）、抓（鉤爪を持つ武器）、斧、鉞、戈、戟、盾、棒、槍、扠（さすまた）の十八に分類されている。

例：日本刀の分類
1. 刃物をもつ刀剣類は、片刃の刀、両刃の剣に大きく分けられる。
2. 刀はさらに形状により、直刀、彎刀（曲刀）に分かれる。
3. 地域性から平安時代以降の日本の彎刀は日本刀と分類される。
4. 製作された時代、形状、造り込み、反り、茎、鋩子、切っ先、地肌、地刃などによって細分類される。

## 主な武器の種類

### 刀剣類
細長く扁平で、少なくとも片側が刃になっているもの。基部には握りがあり、主としてこれを握って扱う。握りが長いものは下記の竿状武器に含める。
材質は少なくとも刃の部分は金属製で、刃の部分は切れ味がよく、普段は危険なので鞘に収められることが多い。形状は様々であるが、片刃と両刃がある。握りと刃との間に段差をつける例が多く、つばという。これは握る手が刃のところに行くのを避けるもので、同時に敵の武器を受ける際には自分の手を守る役割も果たす。
使い方としては刃のある側でこするか叩くかして切る方法と、先端で突く方法がある。
起源：ナイフ
- 刀
  - 中国刀
    - 柳葉刀
    - 胡蝶刀

  - カットラス
  - シャムシール（シミター）
  - ショーテル
  - タルワール
  - サーベル
  - スクラマサクス
  - フォールシャン
  - カンピラン
  - ククリ
  - コラ (刀)
  - 直刀(反りの無い刀)
  - 日本刀
    - 太刀
      - 野太刀・大太刀
        - 長巻
        - 苗刀

      - 小太刀

    - 刺刀
    - 打刀
      - 脇差
      - 軍刀
- 剣
  - アキナケス
  - グラディウス
  - グレートソード
  - ショートソード
  - スモールソード
  - ブロードソード
    - カッツバルゲル

  - エストック
    - レイピア

  - ロングソード
  - バスタードソード
    - トゥー・ハンデッド・ソード
      - クレイモア

  - 中国剣
    - 単剣
      - 双手剣
- 短剣
  - ダガー
  - ソードブレイカー
  - マン・ゴーシュ
  - カタール
  - パタ
  - フランベルジュ（剣身の形状の一つの総称。中国剣にも存在）

### 鈍器類
- 棍棒
  - メイス（槌矛）
  - 大鎚
- 棍・棒
  - 杖
  - 半棒
  - 警棒
  - 特殊警棒
  - 警杖
  - 六尺棒（クォータースタッフ）
  - 多節棍
    - ヌンチャク
    - 三節棍
    - 七節棍
    - その他多節鞭

  - 金砕棒
- ブラックジャック
  - レザービリー
  - クボタン
- フレイル（連接棍棒）
- モーニングスター
- 狼牙棒
- 鎖鎌
- 分銅鎖
  - 流星錘
- スルチン
- 錘
- 釘バット
- ゲバルト棒

### 竿状武器（ポールウェポン）
- ウォーハンマー
- 戦斧
  - トマホーク
- 槍
  - 手槍
  - 管槍
  - 鎌槍
    - 十文字槍

  - トライデント
  - パイク
  - グレイブ
  - ランス
- バルディッシュ
- ハルバード（鉾槍）
  - ギサルム
- パルチザン
- ミリタリーフォーク
- 大刀
- 薙刀
- 薙鎌
- 戈・矛
  - 戟
  - 蛇矛
- 月牙鏟

### 投擲武器
- 投擲（武器）
  - 印地（投石）
    - 打根
      - 手裏剣（太針系・短刀系）
      - ダーク（短剣）

  - 手榴弾
  - 火炎瓶
  - チャクラム
  - ブーメラン
  - ボーラ
- 投擲（補助）
  - 投槍器（スピアスローワー）
  - 投石器（スリングショット）

### 射出武器
- 吹き矢
- 弓矢
- クロスボウ
  - 弩
- 火槍
- 銃
  - 拳銃
  - 散弾銃
  - 機関銃
    - 重機関銃、軽機関銃
    - 短機関銃、PDW

  - 小銃、ライフル、アサルトライフル、狙撃銃
    - 銃剣
    - グレネードランチャー、対戦車ミサイル、ロケットランチャー
- 火炎放射器
- 催涙スプレー

#### 暗器・格闘武器
- 手裏剣
- 鉄柱
- 簪
- 寸鉄
  - クボタン
  - ヤワラ、ヤワラスティック、ジュードースティック
- 鉄拳
- 角指
- 猫手
- ナックルダスター
- トンファー
- 鉄甲

### その他の武器
- 釵
- 鎌
- 草鎌
- 鍬
- 木刀
- 鞭
- 鉄扇
- スタンガン
- 陰陽鶏爪鋭